# 三宅裕司のいかすバンド天国に出場したバンド
三宅裕司のいかすバンド天国に出場したバンド（みやけゆうじのいかすバンドてんごくにしゅつじょうしたバンド）では、『三宅裕司のいかすバンド天国』に出場したことのあるバンドを列挙する。

## 歴代イカ天キング

### 1989年
- 初代：SLUT&SLASH BAND（2週勝抜、1989年2月11日 - 18日）
  - キング獲得週の完奏者：わがままジュリエット/福田眞純（& SUPER MILK）/SLUT&SLASH BAND/BIZ/LOVE&PEACE（1989年2月11日）
  - チャレンジャー
    - The Golden Eggs（1989年2月18日 スコア：不詳）
    - GEN（1989年2月25日 スコア：0-5）
- 2代目：GEN（1週勝抜、1989年2月25日）
  - チャレンジャー
    - FLYING KIDS（1989年3月4日 スコア：2-3）
- 3代目：FLYING KIDS（5週勝抜、初代グランドイカ天キング、1989年3月4日 - 4月8日）
  - チャレンジャー
    - たるい正太郎 with the bankers（1989年3月11日 スコア：不詳）
    - GROOVY HEELS（1989年3月18日 スコア：不詳）
    - アンダーテイカー（1989年3月25日 スコア：5-0）
    - KUSU KUSU（1989年4月8日 スコア：4-3）
- （仮キング：パニック・イン・ザ・ズゥ、1989年4月15日）
  - チャレンジャー
    - イエロー太陽s（1989年4月22日 スコア：3-4）
- 4代目：イエロー太陽s（1週勝抜、1989年4月22日）
  - チャレンジャー
    - RABBIT（1989年4月29日 スコア：3-4）
- 5代目：RABBIT（3週勝抜、1989年4月29日 - 5月13日）
  - チャレンジャー
    - はなわか（1989年5月6日 スコア：4-3）
    - COR-SEZ（1989年5月13日 スコア：5-2）
    - JITTERIN'JINN（1989年5月20日 スコア：3-4）
- 6代目：JITTERIN'JINN（1週勝抜、1989年5月20日）
  - チャレンジャー
    - セメントミキサーズ（1989年5月27日 スコア：2-5）
- 7代目：セメントミキサーズ（3週勝抜、1989年5月27日 - 6月10日）
  - チャレンジャー
    - 風来坊（1989年6月3日 スコア：4-3）
    - 爆撃ロマンタイムス（1989年6月10日 スコア：5-2）
    - 突撃ダンスホール（1989年6月17日 スコア：3-4）
- 8代目：突撃ダンスホール（1週勝抜、1989年6月17日）
  - チャレンジャー
    - ダイヤモンズ（1989年6月24日 スコア：3-4）
- 9代目：ダイヤモンズ（1週勝抜、1989年6月24日）
  - チャレンジャー
    - 宮尾すすむと日本の社長（1989年7月1日 スコア：2-5）
- 10代目：宮尾すすむと日本の社長（3週勝抜、1989年7月1日 - 29日）
  - チャレンジャー
    - ハイポジとハボハマニア（1989年7月22日 スコア：不詳）
    - THE WEED（1989年7月29日 スコア：4-3）
    - NORMA JEAN （1989年8月5日 スコア：3-4）
- 11代目：NORMA JEAN（4週勝抜、1989年8月5日 - 26日）
  - チャレンジャー
    - GROUND NUTS（1989年8月12日 スコア：6-1）
    - 鬼松&BEESKNEES（1989年8月19日 スコア：4-3）
    - BE（1989年8月26日 スコア：4-3）
    - BEGIN（1989年9月2日 スコア：1-6 初のグランドキング阻止）
- 12代目：BEGIN（5週勝抜、2代目グランドイカ天キング、1989年9月2日 - 30日）
  - チャレンジャー
    - VINTAGE（ヴィンテージ）（1989年9月9日 スコア：5-2）
    - C-BA（1989年9月16日 スコア：5-2）
    - アンビリーバブル・ワールド（1989年9月23日 スコア：5-2）
    - PSYCHO（1989年9月30日 スコア：6-1）
- （仮キング：カブキロックス、1989年10月14日）
  - 仮キング獲得週の完奏者：A★VANT-GARDE/THE SAKURA/突然段ボール/FAMOUS SECRET/T-UP/カブキロックス（1989年10月14日）
  - チャレンジャー
    - サイバーニュウニュウ（1989年11月4日 スコア：2-5）
- 13代目：サイバーニュウニュウ（1週勝抜、1989年11月4日）
  - チャレンジャー
    - たま（1989年11月11日 スコア：2-5）
- 14代目：たま（5週勝抜、3代目グランドイカ天キング、1989年11月11日 - 12月9日）
  - チャレンジャー
    - トライデント（1989年11月18日 スコア：7-0）
    - 坂本プロジェクト（1989年11月25日 スコア：7-0）
    - Timeless Children（1989年12月2日 スコア：7-0）
    - マルコシアス・バンプ（1989年12月9日 スコア：4-3）
- 15代目：マルコシアス・バンプ（仮キング→5週勝抜、4代目グランドイカ天キング、1989年12月9日 - 1990年1月20日）
  - チャレンジャー
    - LAZY BLUE（1989年12月23日 スコア：7-0）
    - INNSOMNIA（1989年12月30日 スコア：7-0）
    - The 54's（1990年1月6日 スコア：6-0）グーフィ森が風邪で欠席したため採点は6票で行われた。仮に票数が3-3になった場合は、グーフィ森に電話をして投票を依頼する予定であったが、マルコシアス・バンプの6-0で圧勝に終わる。
    - Here is Eden（1990年1月13日 スコア：7-0）
    - タッケナー・アンサンブル（1990年1月20日 スコア：6-1(坂上二郎が1票)）

### 1990年
- 16代目：Stone Crazy（仮キング→2週勝抜、1990年1月27日 - 2月10日、ブルース系のグループ）
  - チャレンジャー
    - 遊星ミンツ（1990年2月3日 スコア：6-1）
    - チャンネル（1990年2月10日 スコア：6-1）
    - The BOOTS（1990年2月17日）
- 17代目：The BOOTS（4週勝抜、1990年2月17日 - 3月10日、ファンク系バンド）
  - チャレンジャー
    - トゲオ（1990年2月24日 スコア：6-1）
    - JAHMARK&The Soul Shakers（1990年3月3日 スコア：7-0）
    - OLYMPICS（1990年3月10日スコア：7-0）
    - RAMBLE-FISH（1990年3月24日 スコア：2-5 2度目のグランドキング阻止）
- 18代目：RAMBLE-FISH（3週勝抜、1990年3月24日 - 4月7日、キング在位中に審査員の交替があった）
  - チャレンジャー
    - スケアリィ・モンスターズ（1990年3月31日 スコア：5-2）
    - The Rudie（1990年4月7日 スコア：4-3）
    - LITTLE CREATURES（1990年4月14日 スコア：0-7）
- 19代目：LITTLE CREATURES（5週勝抜、5代目グランドイカ天キング、1990年4月14日 - 5月12日）
  - チャレンジャー
    - THE COKES（1990年4月21日 スコア：不詳）
    - The TRUMPS（1990年4月28日 スコア：5-2）
    - ROCKSxxx（1990年5月5日 スコア：7-0）
    - SOLID BOND（1990年5月12日 スコア：4-3）
- 20代目：SOLID BOND（仮キング→1週勝抜、1990年5月12日 - 19日）
  - チャレンジャー
    - アース・ウィンド・アンド・ファイターズ（1990年5月19日 スコア：4-3）
- 21代目：LANPA（4週勝抜、1990年5月26日 - 6月16日）（※SOLID BOND辞退のため、チャレンジャー賞がそのままキングとなる異例の措置）
  - チャレンジャー
    - LANPA（1990年5月26日、チャレンジャー → 不戦勝）
    - MILK OF PARADISE（1990年6月2日 スコア：5-2）
    - 梅ジェラ（1990年6月9日 スコア：4-3）
    - Ga-Rcia（1990年6月16日 スコア：4-3）
    - 悪名エレキショー（1990年6月30日 スコア：0-7 3度目のグランドキング阻止）
- 22代目：悪名エレキショー（1週勝抜、1990年6月30日、大阪出身。同郷のLANPAを倒してキングとなる）
  - チャレンジャー
    - ジョリーロジャー（1990年7月14日 スコア：1-6）
- 23代目：ジョリーロジャー（1週勝抜、1990年7月14日）
  - チャレンジャー
    - COLLAGE（1990年7月28日 スコア：不詳）
- 24代目：COLLAGE（1週勝抜、1990年7月28日、プログレ風のグループ）
  - チャレンジャー
    - BLANKEY JET CITY（1990年8月4日 スコア：2-5）
- 25代目：BLANKEY JET CITY（5週勝抜、6代目グランドイカ天キング、1990年8月4日 - 9月8日）
  - チャレンジャー
    - 有機生命体（1990年8月11日 スコア：5-2 1989年8月12日にも出場 再チャレンジ）
    - So What!（1990年8月18日 スコア：7-0）
    - ウェザーコックス（1990年8月25日 スコア：7-0）
    - CHICK BE（1990年9月8日 スコア：7-0）
- （仮キング：P-MACHINE、1990年9月15日）
  - 仮キング獲得時の完奏者：ミラクルクッキーズ/ルーシー/BLUE HARROWEEN/LOVERS HOLIDAY/P-MACHINE（1990年9月15日）
  - チャレンジャー
    - PANIC IN THE ZU:（1990年9月22日 スコア：1-6）
- 26代目：PANIC IN THE ZU:（5週勝抜、7代目グランドイカ天キング、1990年9月22日 - 10月27日）（※パニック・イン・ザ・ズゥ から改名）
  - チャレンジャー
    - The 紋次郎'S（1990年9月29日 スコア：不詳）
    - ばななまん（1990年10月6日 スコア：不詳）
    - SPAƵM（1990年10月20日 スコア：4-3）
    - SENSELESS THINGS（1990年10月27日 スコア：6-1）
- 27代目：GLU（仮キング→4週勝抜、1990年11月3日 - 12月8日）
  - 仮キング獲得時の完奏者：不詳（1990年11月3日、審査委員長曰く、さんざん悩んだ末の仮キング）
  - チャレンジャー
    - Jive Junk（1990年11月10日 スコア4-3 1989年8月12日にも出場 再チャレンジ）
    - 該当者無し→キングとしての信任投票（1990年11月17日 スコア：7-0）
    - スーパーマーケット（1990年11月24日 スコア：4-3）
    - ぢ・Jezass（1990年12月8日。“ぢ”の正しい表記は“￢”（カギ）付きのぢ、読みは“ジーザス” スコア：5-2）
    - EDITION DELUXE（1990年12月15日 スコア：3-4 4度目のグランドキング阻止）
- 28代目：EDITION DELUXE（1990年12月15日 - 22日）
  - チャレンジャー
    - NOR HOUSE （1990年12月22日 スコア：5-2）

## 歴代チャレンジャー

### 1989年

#### vs SLUT&SLASH BAND
The Golden Eggs（1989年2月18日、エントリーナンバー6）
栄光ある初代チャレンジャー。楽曲は「堕天使ロック」。ゴーゴーガールで意表を突いた。のちにREMAINSとして1990年5月12日に再登場している（その際はゴーゴーガールは登場せず）。
GEN（1989年2月25日、エントリーナンバー2）
番組史上初のキングを倒したチャレンジャー。パンク系。楽曲は「気取ってんじゃねえよ」。FLYING KIDSと互角の勝負を演じた。

#### vs GEN
FLYING KIDS（1989年3月4日、エントリーナンバー5）
栄光の初代グランドイカ天キング。この日の楽曲は「我想うゆえに我あり」。

#### vs FLYING KIDS
たるい正太郎with the bankers（1989年3月11日、エントリーナンバー1）
イラストレーターの垂井ひろしを中心とするラモーンズなどパンクの影響を受けたバンドで、現在は「喝!タルイバンド」という。BARBEE BOYSの杏子がアマチュア時代に在籍していたことで知る人ぞ知る存在であるが、杏子脱退後は男所帯の3人ボーカルスリーピース編成である。イカ天での演奏楽曲は「ここは企画販売部」。タイトルが災いしての敗北と言われる。
この内2人のメンバーは、のちに「Cast-The-Nets（カスタネッツ）」のメンバーとして1989年11月11日に再登場している。垂井ひろし以外の2人はプロミュージシャンとして活動している。
GROOVY HEELS（1989年3月18日、エントリーナンバー6）
楽曲は「GO!」。演奏とボーカルのレベルの差が敗因の一つと言われる。
アンダーテイカー（1989年3月25日、エントリーナンバー4）
当時メンバー全員が30代の自称「おじさんメタル」で、おじさんバンドの草分け的存在。5人編成で、楽曲は「ROCK IN ROCK YOU」。頭にインディアンの羽飾り（ウォーボンネット）を被りドーランを塗ったアフリカンスタイルのボーカルが目立っていた。全篇英語歌詞の楽曲も評価が高かった。曲のラストで日本国旗を広げるパフォーマンスを行ったが失敗し、評価が低下して敗北した。インタビューでボーカルは「数人ファンがいるので、音楽をやめるわけにはいかない」と語った。関連イベントにも出場している。出場にあたり（社会人で仕事をしている為）、都合のつかないメンバー3人は辞退。代わりに暫定メンバーとして地元で活動する20歳代の若者が加入。番組関連のイベントやライヴに何度か出場した後にドラマーが脱退。それに伴い元（番組頭出演時）のメンバー、元の活動に戻る。
KUSU KUSU（1989年4月8日、エントリーナンバー5）
美少年バンドと言われる。ワールドミュージック系。人気投票で10週連続1位を獲得した。実力も高く、FLYING KIDSの浜崎貴司を自信喪失に追い込んだ。

#### vs パニック・イン・ザ・ズゥ
イエロー太陽s（1989年4月22日、エントリーナンバー6/1990年8月18日、エントリーナンバー1）
現役の青山学院大学生6人で編成されたバンド。ボーカルはとっちゃん坊や風の容姿で、明るいサウンドにシュールな歌詞をのせた「赤いチョコレートの下で」でキングの座につく。再出場時の楽曲は「あの娘のアンブレラ」。

#### vs イエロー太陽s
RABBIT（1989年4月29日、エントリーナンバー1）
楽曲は「Good Time & Bad Time」。アイドル的な人気を誇った。季節に合った爽やかな楽曲でキングになり3週勝ち抜く。メジャー・デビュー一番乗り。

#### vs RABBIT
はなわか（1989年5月6日、エントリーナンバー10）
バンド名は「話せば分かる」の略である。キーボードのリリ子の親族には医療関係者が多く、登場時には「三宅さん体調が悪くなったときはいつでもどうぞ」と言い、三宅も半ば真剣に「ウンコに血が混じる」などと答え、「検便しましょうか」と返されていた。楽曲「おどれないPINK」は歯切れの良いギター（フェンダーのムスタング）のリズムが特徴で、審査員の吉田建には「タイトルが好きですね」と、グーフィー森には「大好きですね。やっとこういうバンドが出てきたかと思った。光を使ったショーとかこういうバンド使ってやってみたい。リズムもなかなか凝っていた」といずれも大好評であった。しかしRABBITの楽曲「CONTACT」が後日番組内のダイジェストコーナーで当バンドの代表曲として取り上げられるほどの出来だったため力及ばず敗れる。メンバーは2000年代末でも音楽活動を継続していた。
COR-SEZ（1989年5月13日、エントリーナンバー8）
ストレートなロックでファンも多いと評された3ピースバンド。楽曲は「SHERRY SHERRY SHERRY」。1990年渋谷公会堂で行われたライブを収録したミュージックビデオ「THE LINGERING COLD」が発売されている。
JITTERIN'JINN（1989年5月20日、エントリーナンバー5）
楽曲は「アニー」。軽快なサウンドとステージパフォーマンスが特徴。メジャーとインディーズを往復しつつ現在も活動中。セメントミキサーズに敗れた際にはボーカル春川玲子は納得がいかない様子で、「おかしいですね」と三宅に噛み付いていた。のちCDデビューを果たす。2週目の楽曲は後にメジャー・デビュー・シングル「エヴリデイ」。

#### vs JITTERIN'JINN
セメントミキサーズ（1989年5月27日、エントリーナンバー10）
「子供だましバンド」などの通称をもらい（出演時のインタビューでリーダーが「子供だましてバンド組みました」と発言したことに由来）、大いに受けた。初登場時はリーダーがスタジオに来ず、将来の夢は「ローリング・ストーンズの前座」という、大きいのかせこいのかよく分からないものだった。キングを獲得した楽曲は「ヒメジ」。相原勇には「気持ちいい」、三宅裕司には「もう少し聴きたいね」と絶賛された。3週勝ち抜く。

#### vs セメントミキサーズ
風来坊（1989年6月3日、エントリーナンバー10）
メンバーはVo.佐々木和也 (G.兼任)、G.松井敬太郎・柳瀬則孝で、ボーカル・2ギターのドラムレス3人編成。渋いが新しいサウンドを持つ楽曲「幻影（イリュージョン）」でチャレンジャーになった。番組内のダイジェストコーナーで「型破りな風来坊は新鮮な衝撃」と語られる。THE MODSの主催するレーベル「スカーフェイス」よりCDをリリース。ボーカルの佐々木は後に「C.M.C」というバンドを結成した。なお1994年にファンハウスからメジャーデビューした林由恭や林久悦兄弟らが在籍した同名のバンドとは別のグループである。
爆撃ロマンタイムス（1989年6月10日、エントリーナンバー1）
女性サックスと元気のよいサウンドで健闘した。名前の傾向が似ているが、突撃ダンスホールとは関係ない。楽曲は「スターダスト・キス」。楽曲は『いか天[完全]完奏版第6巻』に収録されている。ボーカルは現在も音楽活動を継続している。
突撃ダンスホール（1989年6月17日、エントリーナンバー10）
LOVE SICK LOVERSを倒してチャレンジャーを獲得。「この番組には珍しくすごく良いメロディに良い歌詞がのっている」と評価されたストレートなラブソング「オレンジ色の風」でキングの座につく。名前の元ネタは突然段ボールというマニアックユニット。突然段ボールはこの回を視聴しており、後に番組出演を果たした。

#### vs 突撃ダンスホール
ダイヤモンズ（1989年6月24日、エントリーナンバー4）
メンバーはVo.鴨下信吾 (G.兼任)、B.山田聡、Dr.上村正樹。一週目の楽曲は「Without You」で、骨太な70年代風ロックが絶賛された。Vo.の鴨下は後にTHE ALFEEのサポートメンバーと共に「バンプ」を結成した。また鴨下はダイヤモンズ結成以前にレプリカやTHE BUDOKAN（THE HIGH-LOWSの大島賢治が在籍）のメンバーとして1986年に日本コロムビアからメジャーデビューしている。ちなみに二週目の楽曲は「Heat is on」である。

#### vs ダイヤモンズ
宮尾すすむと日本の社長（1989年7月1日、エントリーナンバー4）
キングになりお馬鹿さと明るさあふれるファンクで3週勝ち抜く。番組内で実在の宮尾すすむと対面し、芸名の借用許可を受ける。バンド名の由来は、リーダーが宮尾姓であったのと、当時宮尾すすむが実際に持っていたTV番組内の人気コーナー名による。

#### vs 宮尾すすむと日本の社長
ハイポジとハボハマニア（1989年7月22日、エントリーナンバー3）
ミホミホマコトでも活躍する歌手、もりばやしみほがボーカルの『ハイポジ』と、『ハボハマニア』というバンドが一緒に組んだセッションバンド。楽曲は「さかさまの世界地図」。宮尾すすむと日本の社長に敗れる。「四方義朗賞」と「在宅審査員賞」を受賞したリリー・フランキーのバンドを抑えてチャレンジャーに。
THE WEED（1989年7月29日、エントリーナンバー4）
Vo./G.の西下ブンセイを中心に結成された熊本出身のバンド。ジーザス・ジョーンズやザ・ストーン・ローゼズに通じるものがあるなどとも評された。アコースティックギターとボーカル、エレキギター、ベース、キーボード、ドラムスという5人編成。楽曲は「Yo Yo Yo」。当時インディーズでCDをリリースしており、後にキティレコードからメジャーデビューを果たし1枚のアルバムをリリースした。
NORMA JEAN（1989年8月5日、エントリーナンバー2）
パワフルなガールズバンド。宮尾すすむと日本の社長を倒してキングになり、接戦を勝ち抜いて2代目グランドキングに挑んだが、BEGINに圧倒的な差で倒される。

#### vs NORMA JEAN
GROUND NUTS（1989年8月12日、エントリーナンバー4）
熊本から上京。元気のよさで人気。ドラマーだけがヒゲを生やしており、印象が他のメンバーとは異なっていた。楽曲は「Let's Go³」。
鬼松&BEESKNEES（1989年8月19日、エントリーナンバー2）
X （現：X JAPAN）を髣髴とさせるスラッシュメタルバンド。ドラマーの鬼松はモヒカンヘアの頭頂部を含めた身長が3mと自称。楽曲は「シェイキング・スター」。
BE（1989年8月26日、エントリーナンバー3）
宇都宮を拠点としていた女性ボーカルバンド。ギターはスタインバーガーのギターを愛用していた。楽曲は「BODYSONIC SYNDROME」。
BEGIN（1989年9月2日、エントリーナンバー6）
石垣島出身のブルースグループ。NORMA JEANに完勝し番組史上初のグランドキング阻止を果たす。その後勝ち上がって2代目グランドイカ天キングとなった。チャレンジャーとして登場した回の楽曲「恋しくて」は出演当時の評価が高い。

#### vs BEGIN
VINTAGE（ヴィンテージ）（1989年9月9日、エントリーナンバー3）
勝ち抜きエレキ合戦に出場の経験もある古強者。都内の銀行員4人からなるベンチャーズ風のおじさんバンド。出場時には白いスーツで決めていた。楽曲は「ドライヴィング・ギター」。BEGINに挑むが敗れた。
C-BA（1989年9月16日、エントリーナンバー5）
硬派な実力者。後にアニメ「F」の主題歌を歌っている。BEGINに挑むが敗れた。楽曲は「旅でスカ」。後日メジャーレーベルからシングル発売されている。
UNBELIEVABLE WORLD（1989年9月23日、エントリーナンバー6）
三宅裕司不在の回に登場。メンバーはVo./G.中嶋栄男、G.西海孝、G.奥沢明雄、B.佐々木真佐也、Dr.緒方司。メンバーの中に長髪の者(西海)がおり、これを利用した一発芸を持っていた。完奏後に「では約束の」とティナ・ターナーとかまやつひろしの物真似を披露した。物真似があまりにおかしかったため、審査員に「これを見た後だったら完奏なんてさせてない」と言われる。名勝負の末BEGINに敗れる。楽曲は「STILL CAN SAY I LOVE YOU」。
PSYCHO（1989年9月30日、エントリーナンバー2）
男女混合バンド。BEGINに挑むが敗れた。メンバーはVo./AG.黒瀬智宏、G.栗原正明、B.オルストベッカー、Key.岩瀬ドレミ、Dr.大須賀國洋。後にDr.とB.が脱退したが、「サイコベイビーズ」に改名して1994年に日本コロムビアからメジャーデビューを果たした。Vo.の黒瀬智宏（クロセ）は後に黒須チヒロ名義で音楽プロデューサーとして活動している。楽曲は「いつか見た青い空」。

#### vs カブキロックス
サイバーニュウニュウ（1989年11月4日、エントリーナンバー2）
楽曲「ひねりつぶせ」で、カブキロックスとの機械仕掛けvs歌舞伎というパフォーマンス対決を制して勝ち上がるが、たまに完敗した。

#### vs サイバーニュウニュウ
たま（1989年11月11日、エントリーナンバー2）
ナゴムレーベルで活躍していたフォークグループ。サイバーニュウニュウに相手も納得の完勝をして勝ち上がる。特異だが親しみやすいキャラクターで社会現象を巻き起こし、外人バンドの登場や審査員の激論といった波乱もなんのその、揺ぎ無い世界観で3代目グランドイカ天キングを勝ち取った。司会の三宅裕司曰く、「初のイロものバンド対決」。

#### vs たま
TRIDENT（トライデント）（1989年11月18日、エントリーナンバー4）
高校生バンド。全員が同じ学校に属する高校三年生で、町田周辺で活動していた。登場時にはナレーターにバンド名を間違われた。番組出演の可否は職員会議にかけられたが、結局認められ出場を果たす。学校一丸となった応援を受けた。スタジオ出演時には障子の向こうで飛び跳ねていた。歌っているときと通常時の印象はまるで異なり、元気さと「神や仏の力など信じていたのが馬鹿なのか」といった歌詞のミスマッチさは驚嘆すべきもので、萩原健太はじめ審査員からも驚かれていた。たまのメンバーからはその元気さを評価された。完敗した後はインタビューに「素晴らしいオチがついて光栄です」「チャレンジャーになっただけでも言うことない!」と答えて三宅と相原勇からエールを送られていた。ちなみに楽曲は「いつも同じ夢ばかり」。
坂本プロジェクト（1989年11月25日、エントリーナンバー8）
コモエスタ坂本以下、上智大学哲学部卒業生4人が結成した「テクノロック歌謡バンド」。メンバーは人間椅子の鈴木の先輩に当たり、コモエスタ坂本はかつて人間椅子のメンバーだった時期もある。本人は「あまりに下手なため（人間椅子を）クビになった」と語っていたが、真相は不明である。
登場時には三宅裕司は「いいキャラクターだねえ」と語り、劇団に欲しそうな色気を見せた。完奏はならなかったが、審査員には「バカみたいでいい」と好評で、特に巻上公一は、「ヒカシューをやっていた頃に似ている。素晴らしい。歌詞に“いやんバカ”がないのが残念」と、かなり気に入っていた様子であった。収録時には歌詞を間違えるという「バカのような」ミスをやらかし、笑いのネタにされていた。ワイプとなったにもかかわらずチャレンジャーを獲得した。
Timeless Children（1989年12月2日、エントリーナンバー10）
ニューオーダー風のグループ。あまりに覇気のない態度に相原勇から叱られる。楽曲は「SOLAR」。G.Nissirは座ってギターを演奏していた。Vo.菊地のりよしもギターを演奏していたが、審査員から弾かない方が良いと言われる。それに対し、“実はギターは苦手”と告白する。
マルコシアス・バンプ（1989年12月9日、エントリーナンバー4）
ある意味最強とも言える4代目グランドキング。グラムロックの復活者。
たまに敗れたが、大変な実力者であったため審査委員長の萩原健太から「ホントに惜しい」という“仮イカ天キング申請”が出され、異例の仮キングスタートという措置に。圧倒的な強さを誇り、最終週審査員坂上二郎のチャレンジャー支持によって6-1と途切れるまで連続で7-0のストレート勝ちを収めた。

#### vs マルコシアス・バンプ
LAZY BLUE（1989年12月23日、エントリーナンバー7）
関西出身。0-7のストレートで敗北した。楽曲は「のんだくれ」。
INNSOMNIA（1989年12月30日、エントリーナンバー10）
楽曲は「WEAK MIND」。0-7のストレートで敗北した。三宅裕司がチャレンジャーにキングの印象を訊いたら「あの世界はわからないですね」と言い、今度はキングにチャレンジャーの印象を訊くと「あの世界はわからないですね」と同じ言葉で返してスタジオ内は大爆笑だった。

### 1990年

#### vs マルコシアス・バンプ
The 54's（1990年1月6日、エントリーナンバー10）
元々は博多で活動していたバンド「ZAZOU（ザズー）」が前身。ブラック色の漂う演奏。0-6のストレートで敗北した。グーフィー森が風邪で欠席したため採点は6票で行われた。仮に票数が3-3になった場合は、グーフィー森に電話をして投票を依頼する予定であったが、マルコシアス・バンプの6-0で圧勝に終わる。ちなみに楽曲は「がんばれMitchell」。
Here is Eden（1990年1月13日、エントリーナンバー10）
0-7のストレートで敗北した。Vo.はP-MODELの初代ベーシスト秋山勝彦。楽曲は「それでも君は僕を軽蔑するかい」。
タッケナー・アンサンブル（1990年1月20日、エントリーナンバー4）
未完の大器と言われる。楽曲は「ポレポレ・マレンべ」。完敗したが、結果としてマルコシアス・バンプの5週連続ストレート勝ちを阻止した。

#### vs Stone Crazy
遊星ミンツ（1990年2月3日、エントリーナンバー5）
名古屋出身。“少年王者館”という劇団から派生したグループ。可愛いと評される。「おしっこちびりそなの」という楽曲名が特徴的。たまにも似た一昔前風の衣装で登場した。ボーカル陣は全員麦藁帽子を着用。パンツ一丁の者も一人いた。曲名を書いた立て看板も持ち込んでいた。1991年に日本クラウンからメジャーデビューを果たし、シングル1枚、アルバム1枚をリリースした。現在もインディーズで活動しておりアルバム2枚をリリースしている。
チャンネル（1990年2月10日、エントリーナンバー4）
曲名は「原子力デブ」。演奏前にメンバーの1人が「中島さんに捧げる曲」と言い、中島啓江に演奏始まったと同時に赤ランプを点けられるが他の審査員が誰も点けなかった為、完奏。ベストボーカル賞受賞。
The BOOTS（1990年2月17日、エントリーナンバー5）
リズム&ブルース系のグループ。キングになり4週勝ち抜く。楽曲一週目は「クロールで行こう」で、二週目は「エスケープ」、三週目は「グルグル回って」、四週目は「T・V CHILD」で五週目は「路地をねり歩く鼓笛隊のように」だった。

#### vs The BOOTS
トゲオ（1990年2月24日、エントリーナンバー3）
メンバーは、Vo.馬田三朗、G.森田智好・菊地良男・渡辺匠、B.鈴木剛、Dr.飯田浩士。ギターを連ねた分厚い音が特徴と言われる。正統派バンドが鎬を削る中登場した異色のチャレンジャー。敗れはしたがボーカルのルパン三世のような容貌（さらにスタジオ内から「ラッキィ池田」との野次も）などは印象に残った。楽曲は「ユキエさん」。萩原健太からは「トゲオくん」と呼ばれていた。THE NEWSと一緒にライブをやることが多かった。「薄らそう」とのセリフはファンにもウケ、真似する者もいた。
JAHMARK&The Soul Shakers（1990年3月3日、エントリーナンバー5）
男女混合の9人編成のバンド。ボーカルがジャマイカ人。ベストボーカル賞、ベストプレーヤー賞、在宅審査員賞受賞。楽曲は「Tokyo-Fever」。Cho.の国岡真由美は1989年4月29日にもトップバナナのメンバーとして出場し、1993年にはICEのメンバーとしてメジャーデビューした。
OLYMPICS（1990年3月10日、エントリーナンバー6）
博多出身。楽曲は「憧れのコルト&S&W」。湯川れい子に「現代的な曲」と評された。
RAMBLE-FISH（1990年3月24日、エントリーナンバー10）
初の地方出身キングとなったバンド。名古屋出身。重量級のメンバーが多かった。一週目の楽曲は「Tell Me Why?」で、二週目は「BREAK ROOSE」だった。

#### vs RAMBLE-FISH
スケアリィ・モンスターズ（1990年3月31日、エントリーナンバー9）
楽曲は「セブンティーン・タイム」。
The Rudie（1990年4月7日、エントリーナンバー8）
他のバンドには辛口だった新審査員のPANTAに「いい曲だね」とほめられていた。
LITTLE CREATURES（1990年4月14日、エントリーナンバー5）
メンバー3人はこのとき18歳だった。審査員から「ベースがすごい巧い」「18歳とは思えないくらい世界がある」「ボーカルのぎこちなさはデビュー当時のストーンズの雰囲気がある。かっこいい!」と大絶賛され、RAMBLE-FISHに完封勝ちした。

#### vs LITTLE CREATURES
THE COKES（1990年4月21日、エントリーナンバー6）
完奏はできなかったが、ベストボーカル賞、チャレンジャー賞受賞。Vo.のHARU（藤田晴彦）は、出身地の愛媛県で、ローカルタレントとして活動中。メンバーは他にG.TSUNEKING、B.TAKA、Dr.SUMIDA、Key.HISASHI。1991年にCBSソニー（現在のソニー・ミュージックレコーズ）からメジャーデビューを果たした。
The TRUMPS（1990年4月28日、エントリーナンバー5）
再チャレンジバンド。不良っぽいイメージと評された。楽曲は「Cars Crush」。敗北を非常に悔しがり、次回の挑戦に雪辱を期するコメントを残した。Vo.の荒井謙、G.の酒井正洋は90年6月に元ヒルビリー・バップスの川上剛とネオロカビリー系のバンドTHE VINCENTSを結成し1994年夏まで活動。なお、荒井は1989年7月1日にThe BANDITSとして出場経験がある。
ROCKSxxx（1990年5月5日、エントリーナンバー10）
その名の通りストレートなロックバンド。楽曲は「イ・カ・サ・マ」。Vo.の座右の銘は「朱に交わればシュラシュシュシュ」。メンバー一同、チャレンジャー賞の副賞の「焼き肉ご招待」を非常に喜んでいた。
SOLID BOND（1990年5月12日、エントリーナンバー3）
本格的なルックスの硬派なバンド。LITTLE CREATURESに敗れるも、マルコシアス・バンプと同様の審査委員長推薦で仮キングスタート。しかし、キング在位中にプロデビューが決まり、「九州男児っちゅうか、博多の人間らしく」自ら辞退を申し入れたが、後にこれは番組側から出演を辞退するよう、あらかじめ用意された台本によるやらせであった事を、メンバーがブログで明かしている。博多出身。

#### vs SOLID BOND
アース・ウィンド・アンド・ファイターズ（1990年5月19日、エントリーナンバー2）
アース・ウィンド・アンド・ファイアーのコピーバンド。楽曲は「In The Stone」。出演当時のメンバーは、Vo.橋本 "モーリス" 仁・佐藤 "フィリップ" 圭太・森松清司 (Perc.兼任)、G.重田和博 (Cho.兼任)・向田邦彦、B.植田博司、Dr.阪本和也、Key.吉川美喜 (Cho.兼任)、Tp.辰己 "ドスコイ" 光英、Tb.萩野淳、Perc.積聡郎・石川雅康。コピーバンドながら実力は高く、審査員の好評を獲得してチャレンジャー賞に輝いた。一部にメンバー変更があったものの現在もライブハウス（高円寺のJIROKICHIなど）で活動を続けている。また、Vo.の橋本は世界に誇る日本のサルサ・バンド「オルケスタ・デ・ラ・ルス」で女性ボーカルのNORAとともに海外ツアーも行っている。
LANPA（1990年5月26日、エントリーナンバー10）
SOLID BONDの辞退によって不戦勝で勝ち上がる。同郷の悪名エレキショーに倒されて、グランドキングは阻止された。

#### vs LANPA
MILK OF PARADISE（1990年6月2日、エントリーナンバー8）
楽曲は「MAX LOVE」。
梅ジェラ（1989年4月22日、エントリーナンバー1/1990年6月9日、エントリーナンバー6）
再チャレンジバンド。1989年4月22日に「梅毒ジェラシー」と名乗って初登場。メンバーはVo.石榑英光、G.大塚淳一、B.高橋徹、Dr.赤松賢。頭に赤いパンティを被って足に黒い柄のストッキングをはいた男性Vo.の石榑、楽曲「週刊秩父伝説」は今でも語り草である。その容姿から審査員の顰蹙を買い、ワイプが多発する要因となった。（中にはぱらだいすなど、演奏前に赤ランプをつけられてしまったバンドも出た。）この日は改名しての再登場で楽曲は「ボボブラボー」。しかしノリのよさとおバカさはパワーアップしていたが容姿はすっぴんになってしまっており、「かわいい」と評されるほどキャラクターの濃さは減退していた。再登場となったこの回ではLANPAに3-4と敗れ、「LANPAの三連覇!」とはしゃぐ相原勇に苦笑していた。
Ga-Rcia（1990年6月16日、エントリーナンバー6）
紫色のコスチュームを着た女性ボーカルが特徴。アラビアンナイトの世界のような、妖しさ漂う楽曲で健闘するも3-4と敗北した。
悪名エレキショー（1990年6月30日、エントリーナンバー10）
バンド名は「あくみょうえれきしょー」と読む。同郷のLANPAのグランドキングを阻止してキングになる。

#### vs 悪名エレキショー
ジョリーロジャー（1990年7月14日、エントリーナンバー8）
悪名エレキショーを倒してキングになる。

#### vs ジョリーロジャー
COLLAGE（1990年7月28日、エントリーナンバー6）
ジョリーロジャーを倒してキングになる。

#### vs COLLAGE
BLANKEY JET CITY（1990年8月4日、エントリーナンバー5）
COLLAGEを倒してキングになる。グランドキングになり、後期イカ天を代表するバンドとなった。

#### vs BLANKEY JET CITY
有機生命体（1989年8月12日、エントリーナンバー5/1990年8月11日、エントリーナンバー5）
熊本出身。女王様然とした妖艶なボーカル、マリリンが真夏の夜をますます寝苦しくしたと評される。マリリンは三宅に名前を何度も「まりちゃん」と間違えられて訂正していた。初出場時は楽曲「飼主（ドミナ）」で挑むも2分39秒でワイプアウト。吉田建に気に入られ再出場を果たす。再出場時はチャレンジャー賞を受賞するが、名勝負の末BLANKEY JET CITYに敗れる。その際にマリリンはブランキーに対し「男の色気に負けました」とコメント。ワイプされ酷評を受けたが楽曲をグレードアップさせて再チャレンジした。審査員から「豊富なアイディアとしっかりしたサウンド」と評されチャレンジャー賞を受賞。女性ヴォーカリスト・マリリンのボンデージファッションがトレードマークである。
So What!（1990年8月18日、エントリーナンバー7）
関西出身の男女混合バンド。楽曲は「Gimme Yo Lov」。
ウェザーコックス（1990年8月25日、エントリーナンバー7）
敗れはしたものの審査員に好評で、特にVo.はPANTAから「絶対に世の中に出てくるべき人」と激励された。
CHICK BE（1990年9月8日、エントリーナンバー6）
読みは「ちっくびー」。BLANKEY JET CITYのグランドキング挑戦の週に登場しチャレンジャー賞を獲得するが、倒された。

#### vs P-MACHINE
PANIC IN THE ZU:（1989年4月15日、エントリーナンバー8/1990年9月22日、エントリーナンバー5）
再チャレンジの4人組のガールズロックバンド。1989年4月15日に初出演し仮イカ天キングとなる。初出演時は「パニック・イン・ザ・ズゥ」名義だったが、後に改名した。楽曲は「Die For The Noise」。グランドイカ天キングになったバンドでは唯一メジャーデビューはしていない。

#### vs PANIC IN THE ZU:
THE 紋次郎'S（1989年12月2日、エントリーナンバー4/1990年9月29日、エントリーナンバー3）
1990年になってから多い再登場バンドの一つ。一回目の出場時の楽曲は「WALTZ FOR DEBBY」。
ばななまん（1990年10月6日、エントリーナンバー6）
全員が仙台市出身の3人組バンド、1989年8月結成。ブルース、レゲエを基調としたサウンドを持つ。お笑いコンビのバナナマンとは無関係である。Vo.KEN HOSHIKAWA（現・星川ケン）の声質が「倍音があっていい」とほめられた。チャレンジャー賞の他にゲスト審査員賞受賞。後にVシネマ『ヘイ!オイラーズ -甦るスカイライン神話-』（1991年、金山一彦、中村由真主演）の音楽を担当、同年8月に地元・仙台のエフエム仙台夕涼みコンサートをもって解散。メンバーは他にB.のHOLY HORIGOME、Dr.の“OBA OOBA”は現在、仙台で活動するラジオパーソナリティ、ロジャー大葉。
SPAƵM（1990年10月20日、エントリーナンバー2）
3ピースバンド。楽曲は「BLACK DOWN」。
SENSELESS THINGS（1990年10月27日、エントリーナンバー7）
本場の香り高い外国人バンド。PANIC  IN THE ZU:のグランドキングチャレンジの週に登場したが、敗北した。

#### vs GLU
Jive Junk（1989年8月12日、エントリーナンバー8/1990年11月10日、エントリーナンバー6）
楽曲は「Street Fighting Boy」。再出場時はリズミカルかつパンチの利いた楽曲で完奏を果たす。それぞれ欠点はある中指向、強い個性を有するバンドが揃った中総合力で勝りチャレンジャーに選ばれる。デーブ・スペクターにボーカル赤沢のキャラクターが地味である、彼だけ衣装を変えるなどして目立たせたほうがいいというアドバイスを受けていた。演奏中ボーカルが飛び跳ねる、終了時にはメンバーが他のメンバーをからかうなど悪戯っぽさが随所に見られた。赤沢は作詞した歌詞の二か所を評価され、森雪之丞賞を受賞。チャレンジャー決定後は「勝つために来た」と豪語するも、キング奪取はならなかった。
該当者無し（1990年11月17日）
チャレンジャーのレベルに達するバンドがいなかったため異例のチャレンジャー無し。審査員によるキングの信任投票となった。
スーパーマーケット（1990年11月24日、エントリーナンバー2）
男女混合バンド。埴輪似のVo.のニックネームは「ハニー」だった。大谷幸賞も受賞した。
ぢ・Jezass（1990年6月16日、エントリーナンバー5/1990年12月8日、エントリーナンバー6）
“ぢ”の正しい表記は“￢”（カギ）付きのぢ、読みは“ジーザス”。メンバーはVo.伝馬妙、G.山下港湾・徳川理賀介、B.チャーリー岡村、Dr.朝元尊、Key.佐藤邦夫、Tp.新川信介・太田祥三、Tb.飯田51、Sax.坪田琢磨、コンガ.桑原衛。チャレンジャー賞を受賞したが、GLUに敗れた。楽曲は「人間関係ギィスギス」。
EDITION DELUXE（1990年12月15日、エントリーナンバー8）
キングになるが、2週勝ち抜き時点で番組終了のため、『仮グランドイカ天キング』として認定される。後に『星期六我家的電視・三宅裕司の天下御免ね!』の一般審査員によるバンドコーナーに出場するも、4週目で落選。GLUとの対決時は司会の三宅裕司が「このまま外人バンドにグランドイカ天キングを許すのか、日本人頑張れ!」などと発言していた。後に第4代キングイエロー太陽sと同じヴァーンメディアからメジャーデビューを果たし、1枚のアルバムをリリースした。

#### vs EDITION DELUXE
NOR HOUSE（1990年12月22日、エントリーナンバー3）
楽曲は「Drive and Roll」。骨太で本格的なロックバンド。辻村ジュサブロー賞(ジュサちゃん賞)を受賞。B.はギブソン・サンダーバードを使用していた。

## キング、チャレンジャー以外の出演バンド
※ #の後の数字はエントリーナンバーを表す。

### 1989年

#### 2月

##### 2月11日（SLUT&SLASH BAND 第1週）
Gospel of the Dragon（ゴスペルオブザドラゴン） (#1)
楽曲は「Gospel of the Dragon」。栄光ある第1回エントリーナンバー1番。イカ天終了時にはすでに消息不明になっていた。2分37秒でワイプ。
PASSION ROSE（パッションローズ） (#2)
レベルの高いバンドが集まった第1回でなければチャレンジャー確実と評された。楽曲は「RISE IN THE WORLD」。出演後はインディーズで人気が急上昇、旋風を巻き起こした。G.の長谷川浩（RAZY）は黒夢のサポートメンバーとしても活躍し、1998年にはZillion SONICとしてワーナーミュージック・ジャパンからメジャーデビューを果たした。現在はインディーズバンド「魚雷」のサポートメンバーとして活動している。また、B.のヒデミはXのタイジ脱退後のオーディション最終選考まで残るが落選。2分19秒でワイプ。
わがままジュリエット (#3)
20代の女性オンリーのニューウェーブバンド。楽曲は「のらねこcat」。ボーカルは着物姿だった。三多摩を中心に活躍していた。完奏を果たす。
THE JELLY BEANS (#4)
楽曲は「A WORLD WITHOUT LOVE」。1分42秒でワイプ。
Free Sou Good (#5)
楽曲は「街角でコヨーテを聞いたら」。2分42秒でワイプ。
福田眞純&Super Milk (#6)
楽曲は「方舟」。出演後は熱狂的なファンからの差し入れが急増したという。中には現金を「家賃にしてくれ」と持参する者もいたと番組インタビューで半ば苦笑して語っていた。『アマチュアベスト10』第1回から3回まで3週連続の1位、イカ天初期の人気者。『いか天【完全】完奏版VIDEO2』にも楽曲が収録されている。1991年に「福田眞純POWDERS」として徳間ジャパンからメジャーデビュー。
ヒステリックス (#8)
メンバーはVo.Shû、G.Rinco、B.Tôko、Dr.Tohru。初代キングとなったSLUT&SLASH BANDの次に登場した。演奏開始から1分28秒後にワイプに怒ってVo.が破廉恥行為に及び、退場させられた（詳細は不祥事の項を参照）。演奏時間は「退場」としてノーカウントになった。楽曲は「銀色ナイフ」。なお演奏した楽曲は後にインディーズレーベル「太陽レコード」よりリリースされている。2007年12月30日放送の「あの伝説の番組再び“イカ天2007復活祭”名物バンド激レア映像今夜限りの大放出SP」でもその際の映像が流されたが、メンバー全員の顔はイカ天のシンボルマークで伏せられていた。
THE EDEN (#9)
楽曲は「Home Town」。1分51秒でワイプ。
BIZ (#10)
楽曲は「SWEET ISLAND」。ボーカル、ギターの西薗まりは『輝く!日本イカ天大賞』の中でギタリスト部門でのベストプレーヤー賞を受賞。後にソロ歌手として『シティーハンター3』のサウンドトラックCDの中で『シャイにSexy』という曲を作詞・作曲して歌っている他EPICソニーからシングル『No Time』のリリースやJR東日本のCMソング（自身も出演）の担当、田中美奈子に楽曲提供もしている。『いか天【完全】完奏版VIDEO2』にも楽曲が収録されている。ベースの宮尾孝三郎は2007年に大津市議会議員に当選し、政治家として活動していた。完奏を果たす。
Ruby-Tuesday (#11)
楽曲は「ABNO MEDIA（アブノ・メディア）」。2分2秒でワイプ。
LOVE&PEACE (#12)
楽曲は「ジョーク&ジョーク」。中年層に支持された。ミュージックビデオ『いか天【完全】完奏版VIDEO2』にも楽曲が収録されている。完奏を果たす。

##### 2月18日（SLUT&SLASH BAND 第2週）
FIGHTING BULL (#1)
楽曲は「SHAKE HONEY」。メンバーのうち2人はウォーボンネットを着用していた。
ヒステリック・グラマー (#2)
1986年結成のグラムロックバンド。楽曲「Lonely Times」を完奏して在宅審査員賞を受賞した。後にボーカルをチェンジしてカブキロックスとなり、番組最初の再チャレンジを果たした（厳密には再チャレンジといえるかどうか微妙）。『いか天【完全】完奏版VIDEO2』にも楽曲が収録されている。
たちくらみ (#3)
ルックスよりも変なキャラクターを売り物としたガールズバンド（Dr.のみ男性）。赤・青・黄という信号機のようなコスチュームを着用した三人のボーカル、80年代中期の女性アイドルを思わせるチープな振り付けは印象的。だが最大の特徴は楽曲におけるその歌詞だった。楽曲のタイトルでもある「チカンにあいたい」を連呼する歌詞は三宅らに苦笑され、世間から憫笑と暖かい顰蹙を買った。ダイジェストコーナーでも登場、アマバン博でも人気を博した。スピッツの草野マサムネが、後に対バンして最もショックを受けたバンドと語っている。後に発売されたイカ天関係のオムニバスCDでは歌詞の一部に「ピー」との修正音が入っている。『いか天【完全】完奏版VIDEO2』にも楽曲が収録されている。
さとしトリオ (#4)
楽曲は「Turbo Drive II」。Vo.不在のインストゥルメンタルの演奏だった。
Roses (#5)
メンバーはVo.川住匡、G.中村毅、B.岡田芳文、Dr.谷口桂治。楽曲は「Smile & Rose」。『いか天【完全】完奏版VIDEO2』にも楽曲が収録されている。
Easy Raction (#7)
楽曲は「彼女=She Her Her」。
港町ぱのらまじっく (#8)
ガールズバンド。楽曲は「Dream Again」。『いか天【完全】完奏版VIDEO2』にも楽曲が収録されている。
VISION 99 (#9)
楽曲は「BODY DOUBLE」。
HIP! (#10)
男女混合バンド。楽曲は「アフリカ象が好き」。
STYLE (#11)
男女混合バンド。楽曲は「SHADOW LOVER」。
Quiet Blue (#12)
男女混合バンド。楽曲は「Wonder Land!」。

##### 2月25日（SLUT&SLASH BAND → GEN 第1週）
The GLAN (#1)
楽曲は「PARADISE LOST」。
平成ベンチャーズ (#3)
楽曲は「十番街の殺人」。Vo.が不在でG.の演奏がメインだったインストゥルメンタルの演奏だった。
LAMIPASS (#4)
ガールズバンド。楽曲は「THE BUN BEN」。Vo.は三味線の玩具を持参していた。
RUKES (#5)
楽曲は「LUSY」。
寿 (#6)
楽曲は刑事ドラマのBGMのような曲に風刺の効いた歌詞を乗せた「タリラリの未来」。サングラスをかけた魔女のような風貌のシュールな女性ボーカルが賛否両論だった。振り付けも怪しかった。コスチュームにはやたらと赤が目立っていた。『いか天【完全】完奏版VIDEO2』にも楽曲が収録されている。
BIG BULL BROONZY (#7)
楽曲は「コンクリート ジャングル」。
FIESTA (#8)
男女混合バンド。楽曲は「SILENT SWEET」。
NIRE (#9)
男女のツインVo.でデュエットのような演奏が特徴だった。楽曲は「ANGEL」。
B-Traps (#10)
楽曲は「I Just Want To Kiss」。GENに競り負けてチャレンジャーを逃す。

#### 3月

##### 3月4日（GEN → FLYING KIDS 第1週）
THE JOKERS (#1)
楽曲は「街」。
CALAVAKERMA (#2)
女性4人組バンド。楽曲は「NIGHT MARE」で、「黒網タイツの女バンド爆発!」と新聞のTV欄に載り、注目を集めたが審査員の厳しい目はごまかせず1分35秒でワイプ。しかし三宅は網タイツ見たさに復活の青ランプをすぐに押していた。
M-AGE (#3)
楽曲は「ANGEL FANTASEY」。完奏を果たせず。後にメジャー・デビュー。
殿様ファンキーズ (#4)
女性Vo.の高橋ゆじゃのバンド。元々双子（片割れはドラマー）が率いるバンドだったが、イカ天時は別のメンバーと出演。この時は高橋ゆじゃはセーラー服で山本リンダの「どうにもとまらない」を熱唱。
BILLY THE CAPS (#6)
楽曲は「ホワイトレス&インディアン」。Vo.はコントラバスを演奏しながら熱唱。
Men's Bambi Club (#7)
楽曲は「After」。
ロンリー・ハーツ・クラブ・バンド (#8)
楽曲は「Rock'n'Rollで」。
たなべありす (#9)
男女混合バンド。楽曲は「歯車」。
L-GURAD (#10)
楽曲は「OH! BABY」。

##### 3月11日（FLYING KIDS 第2週）
SCHOOL DAZE (#2)
楽曲は「TAKE ME」。
ブラボー (#3)
楽曲は「ハイになりましょう」。障子が開いたのと共に、ボーカルの鈴木雄人が新体操のリボンを振りながら登場。鈴木の青く塗った眉毛と乳首が話題を呼んだ。番組内のダイジェストコーナーでは色物の走りのような扱いを受けた。
ザ・ランプリンローズ (#4)
楽曲は「BROWN SUGAR」。
DISTOMA (#5)
楽曲は「Die Life」。猟奇物ヘビメタを標榜しており、Vo.が眼帯を装着する、舌を青く塗るなど怖がらせるための努力をしていたが、チェーンソーを使いマネキン人形を両断するなどやりすぎてしまったため、逆に笑いを取ってしまった。その後、『天才・たけしの元気が出るテレビ!!』のヘビメタシリーズコーナーにも出演して人気が急上昇、当時同じ日本テレビの深夜で放送していた『ヘビメタ虎の穴』にはレギュラーで出演していた。デモテープにはボーカルの眼帯と同じ眼帯をしたゴマちゃんのさ絵柄が描かれていたことが知られている。
THE SWITCHS (#6)
楽曲は「トムソーヤになりたくて」。
IMAGE (#7)
女性3人組バンド。G・GRIPと改名してメジャーデビュー。楽曲は「オンリーロンリー」。デビュー曲がテレビドラマ『いけない女子高物語』の挿入歌、テレビアニメ『新世紀GPXサイバーフォーミュラ』の主題歌でも有名。
SOUL SAUCE (#8)
楽曲は「Twist and Diet」。ジャズ風の演奏が特徴的でメンバーの大半はサングラスを着用していた。
SILK-B♪ (#9)
ガールズバンド。楽曲は「ポップコーン」。
ドゥ ヴァンプ (#10)
男女混合バンド。楽曲は「ジェラシーミサイルAtoZ」。

##### 3月18日（FLYING KIDS 第3週）
AVOCADO EGG (#1)
ガールズバンド。楽曲は「理不尽リフレイン」。
ちゃらんぽらんHouse (#2)
男女混合バンド。楽曲は「近すぎて遠かった愛」。
remote (#3)
池田貴族がボーカル。楽曲は「Never Be」。完奏はしたが、審査員からは特に評価はされなかった。池田貴族は最初気どっていたが、その存在が番組名物となるとともにユニークな面をのぞかせていった。“remote現象”の現象を“シンドローム”と読ませる。
やどかり天国 (#4 - 1989年3月18日/#6 - 1990年6月30日)
グループサウンズを模したグループ。一回目の出場時に演奏した曲はザ・テンプターズの楽曲でもある「エメラルドの伝説」、演奏中にボーカルが失神するパフォーマンスが話題となった。1990年6月30日に再登場し、今度はドラマーが失神し三宅に苦笑された。このとき、失神したドラマーは失神する瞬間とその後もう一度と二度にわたってアップで映され、後者ではしばらくそのまま映され続けた。
Water Club (#5)
男女混合バンド。楽曲は「Walking」。
THE PLANETS (#7 - 1989年3月18日/#6 - 1990年5月26日)
1960年代のガレージミュージックを基調にしていたというガールズバンド。平凡パンチ風ロックが新鮮と評された。楽曲は「CRAZY LOVE」。2回目に登場したときにはドラムが交代していた。
AREA (#8)
ガールズバンド。楽曲は「INNOCENT」。
桃色ヴァンピィル (#9)
ガールズバンド。楽曲は「DEEP IN SIDE」。
THE SECRETS (#10)
楽曲は「DREAM ON」。

##### 3月25日（FLYING KIDS 第4週）
Graal Stone (#1)
楽曲は「Fancy」。
Sari's Fucknation (#2 - 1989年3月25日/#6 - 1990年12月22日)
楽曲は「Be Your Girl」。3人の女性Vo.が特徴的の男女混合バンド。再出場時は「SARI'S FUNK-A-NATION」名義で、その時の楽曲は「LOVE AFFAIR」。
R-GREY (#3)
男女混合バンド。楽曲は「Angel Don't Cry」。
フルーツ (#5)
男女混合テクノポップバンド。楽曲は「太陽の彼方」。メンバーの大半は、衣装が白色だった。
ぱぁぴぃぶぅ (#6)
ガールズバンド。楽曲は「エスパー」。Vo.はマントを着用していた。
TOY B♂YS (#7)
楽曲は「あきれたロンリーボーイ」。1990年にパイオニアLDC（現在のNBCユニバーサル・エンターテイメントジャパン）からメジャーデビューし、世界初のLDでデビューを果たした事で話題となった。Vo.の濱口正勝は後にCRAZEを経て「浜口祐夢」名義でソロデビューを果たし、「SAKURA」はアニメ「テニスの王子様」のエンディングテーマ曲に起用された。後にRAY-GUNSを結成するも、現在は再度ソロ活動中。
ザ・ベルベッツ (#8)
楽曲は「ひとりのバースディ」。
THE NEWS (#9)
ガールズバンド。パンクの系統に属する。楽曲は「もっと自由に '89!」。メンバーは3人。現在では既に活動歴20年を誇る。
THE FABULOUS (#10)
美形バンドと評され、ボーカルが歌唱中に見せた右手のアクションが話題を呼ぶ。楽曲は「IN YOUR EYES」。

#### 4月

##### 4月8日（FLYING KIDS 第5週）
NEW DAYS NEWz （N.D.Nz） (#1)
原宿の歩行者天国で活動していたバンド。楽曲は「NO RETIRE」。完奏を果たす。1990年にCBSソニー（現・ソニー・ミュージックレコーズ）からメジャーデビューを果たし、2枚のアルバムをリリースした。G.は後に同じホコ天バンドのTHE FUSEのメンバーとなるGAKU（門脇学）が在籍していた。メジャーデビュー後はG.はJOHNNY（斎藤佳由樹）に変更し、解散後に恋愛信号のメンバーとして再メジャーデビューしている。
GO-GO3 (#2)
メンバーはVo.小野隆子 (G.兼任)、G.平賀泉、B.桜井、Dr.テリーてらだや、タンバリン.ハニー望月。楽曲は「WILD ONE」。メンバーのうち女性2人は金髪のアフロヘアーのヅラにボディコン姿だった。グーフィ森に「聚楽バンド」といわれる。メンバー1人のセリフ「ハニーはダンサーなの」は初期の流行言葉になった。「ベストキャラクター賞」受賞。
ファサード (#3)
和風の奇抜な衣装をまとい侍言葉を多用する、カブキロックスとも似た設定のバンド。FLYING KIDSの在位中の登場。メンバーは4人で、赤熊をかぶり打刀を差した着流し姿の侍風のボーカル、黒覆面をかぶり仕事人と書かれた鉢巻、豹柄のスカーフを巻いた忍者が異様に目立っていた。忍者は絶対賞金10万円を取りたい、絶対プロになりたいと夢を語っていたが、実力は伴っておらず演奏途中でワイプとなり画面が消えてしまった。この直後、ボーカルはワイプの責任を取って打刀を腹に突き立て切腹し死んだ振りをするパフォーマンスをした。この際にはカメラは数秒間倒れているボーカルをズームアウトして映し続け、彼は微動だにしなかった。ちなみに、楽曲「伝説の翼」はコミックソングではない。
mikoto BAND (#4)
正式表記は「mikoto」の部分は筆記体。昭和40年代のムード歌謡のような演奏が特徴だった。楽曲は「MINATO木更津はハイソ・ナイト」。Vo.の斉藤秀樹は消防士として勤務していた。
花園バンド (#6)
リーダーが漫画家相原コージの兄である相原ピリカ（ギター）。コミック的な歌詞の「O・K・U・S・A・N」で参加して完奏。ベースの佐藤はバンドイメージと似合わないテクニックで、「ベストプレイヤー賞」を受賞した。演奏終了後、連載している「ロッキン・オン」編集部から「相原先生何バカやってるんですか!早く原稿あげてください!」と原稿を督促するFAXが届いた。吉田いぬ（Vo）、つつやん（Dr）はその後「風子」を結成。
HIME (#7)
ガールズバンド。楽曲は「リップ・ダンス」。
しゃれこうべ (#8)
楽曲は「あたためたスイカのバラッド」。Vo.はエア・ギターを披露しながら頭にタオルを着用して熱唱した。また、Vo.の左腕には「反省」などが書かれていた。
Maegawa Hideki with the Yōda (#9)
男女混合バンド。楽曲は「Rain Dance」。
Ginger Boys (#10)
男女混合バンド。楽曲は「カリビアン・サマー」。

##### 4月15日（キング不在 → PANIC IN THE ZU:）
THE SHAME (#1)
楽曲は「DREAM ON」。
TIARA (#2)
男女混合バンド。楽曲は「ふまじめgoose Company」。メインVo.兼G.は男性で、サイドVo.は女性だった。サイドVo.のてぃあらちゃんの本業はバスガイドだった。
くいだおれ (#3)
楽曲は「Never Never」。
ZIL-LO (#4)
ガールズバンド。楽曲は「ユメ〜コンニャクいもほるの〜」。メンバーの衣装はワンピースだった。
PARADE (#5)
楽曲は「TOKIO ROSE」。実は1986年頃にメジャーデビューした九州出身のバンド「NEW DOBB」が前身であり、美形を標榜していた。キャッチフレーズは「90年代のロックンロール」。58秒でワイプされるが、赤ランプを点けた審査員に三宅裕司が「演奏はしっかりしている」と言われたり、赤を点ける程でない理由に疑問を持つ視聴者も少なからずいる。後に「XERXES(ザークシーズ)」と改名し、1991年に実質的な再デビュー。
えび (#6)
生放送直前、ベースの華丸が泥酔して日比谷シャンテ前の噴水で全裸で踊り、警察に通報されたということで後々まで語り草になった。本番の時にはもちろん服を着ていたが、下着ははいていなかったとのこと。なお、障子が開いた瞬間は全員がえびぞりの格好で寝ていた。ふざけた風貌のわりに演奏はしっかりしたパンクバンドで、演奏曲は日本語を駆使した現代のオッペケペー節「日本人」。歌詞の「臥薪嘗胆のけちゅまちゅ（結末）」がウケる（ねじめ正一にも少し評価される）。「ベストキャラクター賞」「ベストコンセプト賞」「ねじめ正一賞」受賞。
FEEL★NICE (#7)
男女混合バンド。楽曲は「I LOVE YOUが言えなくて…」。
THE ハーレムQ (#9)
楽曲は「フラフラPRINCESS」。
F.O.A.D (#10)
メンバーはVo.トール、G.MAX、B.カッチ、Dr.タッチ。楽曲は「ANGELS」。2分8秒でワイプ。G.のMAXはMASAMIらと共に「GHOUL」を結成していた。なお、Dr.のタッチは後のBLANKEY JET CITYの中村達也であり、再出場している。
FUNK AXE-REVUE (#11)
男女混合バンド。キング不在により時間に空きが生じた事によりエントリーナンバー11番のバンドが出場した。楽曲は「あなたのかんがえ」。女性ツインVo.のうち1人は青いボディスーツや水中眼鏡のようなものを着用して熱唱した。

##### 4月22日（PANIC IN THE ZU: → イエロー太陽s 第1週）
Shocking Pink (#2)
メンバーはVo.長谷川千恵、G.辻村恵里子、B.内藤桂子、Dr.岩間恵、Key.大木優子の小田原出身のガールズ5人組バンド。“活動の場はライブハウスから観光会館まで”とのこと。楽曲「Be my boy」で完奏。三宅に「リードヴォーカルの子がノーブラでしたね!」とバラされる（三宅曰く、踊っている時の“波打つ感じ”でわかるらしい）。
ザ・サンライズ (#3)
楽曲は「夜空の星」。Vo.不在のインストゥルメンタルの演奏だった。G.の小黒明實はかつては警察官として勤務していた。
JET-BOYS (#4)
1983年結成の青森県出身のバンド。元のバンド名は「ROAD WARRIORS」だった。楽曲は「STORMY RAIN」。ツインVo.の髪型はリーゼントだった。メンバーには後にオナニーマシーンのメンバーとなるオノチンが在籍しており、イカ天出場後に脱退しTHE RYDERSのメンバーとなったが、すぐに脱退し復帰した。後に日本クラウンからメジャーデビューを果たす。1992年からはジェフ・デールやTHE DEVIL DOGS、RIP OFFS等の海外アーティストの前座も務め、その後メンバーチェンジや都内を中心にライブハウスでの活動を行いながら、2000年7月6日放送の『うたばん』にて間寛平と共に「アメマ2000」を演奏した。2007年には寛平と共に限定ユニット「間寛平withアメマーズ」を結成している。
Radical City Project (#5)
男女混合バンド。楽曲は「GET DOWN TO LOVE」。メンバーのうち、男性コーラスはサングラスを着用し踊りながらメインVo.の近くで舞踊していた。またメインVo.の相馬信雄は当時フジテレビのADとして勤務していた。
LOW ABUZER (#7)
ガールズバンド。楽曲は「WANT TO HONEY (LOVE YOUR MONEY)」。
ぱらだいす (#8)
ブラボーの成功以降数多く登場した色物バンドの一つで、演奏前に3つ赤ランプをつけられた。ハゲヅラをかぶったボーカルが特徴のバンド。楽曲「もうはえないかもしれない」でも「ハゲ、ハゲ」と連呼していた。演奏中に赤ランプでワイプされると、司会の三宅に「これは当然でしょう」とも言われる。5人のバンドだが、ドラムとサイドギターはあきらかにサポートメンバーという感じで、雰囲気が異なっていた。演奏そのものは下手ではなく、ドラムはこのバンドで出るべきではなかったと吉田に言われる。
ばななわにえん (#9)
楽曲は「食い逃げ」。シュールなギターとばかばかしさ溢れる女性ボーカルの歌い方が特徴。ワイプされてしまうが、「おなかがすいたら食い逃げしちゃおうなんて言わないで、賞とってみんなでおいしいもの食べなさい」とラッシャー木村にたしなめられる。更には、この曲のタイトルに釣られて三宅が『俺、食い逃げしたことあるんだよ』と暴露（事の詳細は、飲み屋で飲んでたら、早稲田大学の学生が校歌を歌いながら出て行こうとするのを見て、一緒に校歌歌いながら出て来たとのこと。『イカ天年鑑 平成元年編』にも記述あり）。自称『年寄りみたいなバンド』。
フレディ&ザ・サイゴンジャンクス (#10)
同じイカ天に出演していた福田眞純（福岡大学在学中より、ライブハウス「照和」等を中心に活動：1991年3月、（株）服部SEIKOのTV-CFに、「NO MORE YES」が使用される。6月、徳間ジャパンよりシングル「NO MORE YES」でメジャーデビュー）の知り合いのメンバーから『イカ天に出よう』と連絡をもらったメンバーが集まって結成したという。『チェスナッツボーイ』という曲を演奏したが、1分55秒でワイプ。ヴォーカル（フレディー、本名：村上誠）がアシスタントの相原にやたらとカッコいいを連発され照れるシーンが印象的だった。ギター（甘栗太郎、本名：佐藤一明）は当時のめんたいロック全盛からの福岡出身でNHKプロデューサーから“彼こそエンターティナーだ”と言われるなど、ソリッドなブルースギターを弾くことで根強いファン層を持っていた。同年1989年中にバンド名をFTW（ファック・ザ・ワールド）に改めている。その後、自然消滅、ヴォーカルは地道な音楽活動、後にBOWYの元メンバーとバンドを結成。ドラマー（黒畑潤）はコンピューター関係で独立、ギターはカフェバーをやりながら、有名シンガーのバックバンドを経てひき語りなどをやりIT会社を設立した後消息不明に。このバンドのベーシスト（杉山）だったメンバーが後に『SPA!』『Hot SPA!』の雑誌などで活動するライターとなり、彼によるとこのバンドは『急遽寄せ集められたようなバンド』だったそうで、コラムで詳しく語っている。この当時ちょうどベースは弾いていなかった頃だったという（『Hot SPA!』2007年12月1日臨時増刊号による）。

##### 4月29日（イエロー太陽s → RABBIT 第1週）
トップバナナ (#2)
男女混合バンド。Cho.の国岡真由美は後の1990年3月3日にもJAHMARK&The Soul Shakersのメンバーとして出場している。完奏を果たす。楽曲は「彼は宇宙人」。
赤と黒 (#3)
楽曲は「LOOK LIKE A FOOL」。危ない雰囲気バリバリと評される。ボーカルの岩口タカ（TAKA-ROCK）はアニメの『おれたちイジワルケイ』を企画、2002年からはそこから派生した音楽ユニット、イジワルケイオールスターズでも活動。
頭スパゲッティーズ (#4)
男女混合バンド。楽曲は「頭スパゲッティーズのテーマ」。
BON CHIC (#5)
男女混合バンド。楽曲は「Be Free」。
TOK¥O $KUNX (#6)
読み方は「東京スカンクス」。コマンチ語とシャイアン語を使って歌詞を作った。メンバーはVo.ダビすけ（バンジョー兼任）、ウッドベース.ユージ 、ウォッシュボード.カツ、Dr.ミヨリーノの構成で非常にユニークな演奏で、1分半の楽曲「1000マイル」はあっというまに完奏した。スタジオではおもちゃの拳銃を発射し三宅らを驚かせた。後にファンハウスからメジャーデビューを果たす。
グロテスク・パンチ・パーマス (#7)
東京芸術大学の学生により結成された男女混合バンド。略称は「GPP」。デンマークで開催される野外フェスティバル、ロスキレ・フェスティバルに出場経験があった。Vo.の金丸賀也は現在は実業家として株式会社ON-ARTの代表取締役を務めている。また、末期メンバーであった浅野達彦は後にソロデビューを果たしている。楽曲は「4126」で、1995年に発売されたORGANIZATION（永田一直）によるリミックス曲が収録されたインディーズアルバム「REINSTATEMENT」はこの楽曲が収録されている。
DOLLS (#8)
楽曲は「Hey! Good Lookin'」。
BROCK (#9)
メインVo.が男性、ツインサイドVo.兼G.が女性の後述するミンカパノピカと同じような異色編成バンド。楽曲は「迷路」。
レガシー (#10)
楽曲は「ラ・ノビア」。

#### 5月

##### 5月6日（RABBIT 第2週）
GARANTY (#1)
楽曲は「IN MY DREAM」。
MELL ROSE (#2)
男女混合バンド。楽曲は「BLUE SEASON」。
はしか (#3)
水玉模様入りの衣装で登場した、全員が高校生（女2、男3、女性ボーカル）のバンド。当初のメンバーはVo.まひる、G.ナオキ、B.タカ、Dr.ジュンコ、Key.テツだったが、B.は後にコウタに変更。在宅審査員からのFAXで「後ろの人の目つきが妙にうつろだったのが印象的」と指摘される。Vo.のまひるは、後にSEAGULL SCREAMING KISS HER KISS HERを結成する日暮愛葉である。楽曲は「メンタル・ドッグ」。
イエローダック (#4)
元々はファンク系の目立たないバンドだったがホコ天の人気者・BAKUの衣装傾向を真似しキャラクターを立てることに成功、人気を獲得する。マジメなのか不マジメなのかよくわからない楽曲「I love you」で出場。あっさりワイプされる。放送で、原宿のホコ天でremoteの機材を借りてライヴをやったところ、スピーカーを壊し、結果その修理費として借金をしたということを告白。イカ天出場後アポロンからメジャーデビューを果たし、スーパーカップ1.5倍（エースコック）のCMに出演した（歌は「タイマーズ」）。ドラマーの“ポン”（戸田敦夫）は、その後漫画家の二ノ宮知子と結婚している。
へたくそ (#5)
楽曲は「TRIP」。バンドの目標は「地球乗っ取り」、活動の場は「ソビエト、イスラエル、カマガサキ、サウジアラビア、ロンドン」などと自称していた。バンド名に反した演奏力から三宅に嘘つき呼ばわりされる。後にボーカルとキーボードは元ルースターズの下山淳が結成した「60/40」に参加。
The Bunny's (#6)
衣装は青いニッカポッカ。「ベストコンセプト賞」「審査員特別賞」受賞。演奏曲目「Midnight Blues」。5月のベスト10バンドに選ばれ「いか天[完全]完奏版」が発売。同年暮れより内田裕也ニューイヤーロックフェスティバルに4年にわたり出演。映画「魚からダイオキシン!!」出演。1988年結成以来ブランクなく活動中。
ラグートリン (#7)
ガールズハードロックバンド。楽曲は「ALONE IN THE NIGHT」。
くらしちゃあ (#8)
楽曲は「Fire & Water」。
ABYSS (#9)
男女混合バンド。楽曲は「You black」。Sax.の演奏が特徴的だった。

##### 5月13日（RABBIT 第3週）
つれづれ草 (#1)
楽曲は「夢はあるけど金はねえ」。完奏を果たす。
PERMANENT WAVE (#2)
4人組ガールズバンド。楽曲は「乙女の祈り」。完奏を果たせず。
のってけGOGOブラザーズ (#3)
楽曲は歌謡フュージョン系のサウンドにターバンを巻いたボーカルが歌う「僕の彼女はインド人」。ワイプされて完奏はできず。「ベストキャラクター賞」「岡崎京子賞」を受賞。変な奴らとして番組内のダイジェストコーナーで紹介された。
MAGICIAN'S BIRTHDAY (#4)
楽曲は「WARUI UWASA」。完奏を果たす。
千歳飴 (#5)
飴の正式表記は口の部分が“♡（ハートマーク）”。メンバー全員が当時19歳の4人組ガールズバンド。楽曲は「I LOVE あいき」。完奏を果たす。
REBELS (#6)
ダブルボーカルのスローな楽曲は「君のこと」。「ベストボーカル賞」「在宅審査員賞」受賞。ちなみにこの日の「在宅審査員賞」は同票でCOR-SEZも受賞している。
CANCEL (#7)
男女混合4人組バンド。登場時は騎馬戦の対戦時のポーズ（女性メンバーが騎手役）で出演した。またメンバーの中には声優の小林清志の実子が在籍していた。楽曲は「HEAD LIGHT」。完奏を果たせず。
オクトパス (#9)
楽曲は「たんぱく質」。完奏を果たせず。
金斗雲 (#10)
横浜を中心に活動する5人組ガールズバンドだが、スタジオには3人のみの登場。当時の平均年齢は18歳だった。「STARTING NIGHT」は青春歌謡風の楽曲。「デーブスペクター賞」受賞。1992年には「きんと雲」に改名した上でメジャーデビューを果たし、1996年にはメンバーの脱退と同時に「Inish More」に再改名した上でキングレコードに移籍した。Vo.の落合聡子は「落合さとこ」名義でソロデビューを果たしMarsh-Mallowのメンバーとなり、現在は山口市在住でソロミュージシャンとして活動している。

##### 5月20日（RABBIT → JITTERIN'JINN 第1週）
BLACK BLUE (#1)
楽曲は「Are You Ready?」。
PINK SAPPHIRE (#2)
楽曲はメジャー・アルバムにも収録された「One step up」。初代ボーカルのカナコでの出演。これを機にメジャー・デビューが決まるが1stレコーディング中にカナコとヤンミが脱退。デビュー曲の「P.S. I LOVE YOU」はデモの段階でカナコのテイクのバージョンもある。
ha〜☀ (#3)
ガールズバンド。楽曲は「頭KURU」。
グレイトリッチーズ (#4) 　
1983年の結成。出場当時のメンバーはVo.ワタナベマモル 、G.もりくん、B.TOSHIAKI KURIYAMA、Dr.NOBORU TANIGUCHI、Key.杉浦哲郎。楽曲は「あさねぼう」。1990年にキングレコードからメジャーデビュー。1993年に解散後はVo.のワタナベは「MTハピネス」や「ワタナベマモル&THE DAVIES」を結成、G.のもりくんは「ポテトチップス」のヴォーカルとして活動し脱退、Key.の杉浦は「杉浦フィルハーモニーオーケストラ」を結成した。
BROUGE (#6 - 1989年5月20日/#1 - 1990年9月15日)
再出場の一組。楽曲は「FAME FLAME」。アマチュアランキング（当番組は組織票も許した）でしばらく人気だったが、審査員に音程もわからないし言葉もわからないと言われ、ワイプされて完奏はできなかった。
人間椅子 (#7)
楽曲「陰獣」。独特のおどろおどろしい雰囲気と確かなテクニックで好評を博すも、ギターの和嶋慎治の「陰気な性格を直したかったので音楽を始めた」というコメントには、三宅に「これじゃ余計陰気になっちゃう」と突っ込まれる。
ARCADIA (#8)
楽曲は「Fall Down」。Vo.にLADIES ROOMのバギ(A-chan)、Dr.に後のTHE YELLOW MONKEYの菊地英二が在籍していた。後に制作されたデモテープにはPINK SAPPHIRE、PASSION ROSEのメンバーがゲスト参加していた。その後メジャーデビューの話も来たがイエモン移籍のため菊地の脱退に伴う解散が決まっていた。
L/C (#9)
楽曲は「白い光」。
トゥーリア (#10)
楽曲は「トゥーリア」。紹介時に「格好と歌詞を番組サイドで変えられてしまった」と語られた。

##### 5月27日（JITTERIN'JINN → セメントミキサーズ 第1週）
Y. M. LINE (#1)
楽曲は「MERRY-GO-ROUND」。完奏を果たす。
PAISLEY PAJAMA（ペイズリーパジャマ） (#2)
男女混合の6人組バンド。楽曲は「KIMONO MY HOUSE」。2分10秒でワイプ。
LOSER (#3)
「バンドの宝庫」1989年5月27日の登場。ジミ・ヘンドリックスの「Purple Haze」で参加。ギターは歯引きも見せ、飽きさせない構成で完奏。バンド名が同じLOSERという件で吉田建は「おまえら、いつつけたんだよ!」と噛みついたが、こちらのほうが先とわかると「うん、おまえらのほう先だよ」という笑いの一幕もあった。
マサ子さん (#4)
「バンドの宝庫」1989年5月27日の登場。編成に大正琴を取り入れたガールズバンド。不思議少女系バンド、危ない少女系とも評される。彼女たちの音楽はみんちんロックと言われていた。バート・バカラックの「雨に濡れても」に、脱力歌詞と脱力アレンジをほどこしたカバー曲「雨にヌレテモいーや」で登場。メインボーカルのマユタンが歌う「ヘンな日だなぁ〜」という力の抜ける流行語を生み出し笑いを取った。審査員には「この完璧な危なさ、いいね〜」と評された。「ベストキャラクター賞」受賞。後の関連イベントにも出演している。なお「マサ子」さんという名のメンバーはいない。「たま」同様、ナゴムレコード系のイベントでも活動していた。その後、メンバーのサブリナ（マユタンの姉）、カナンは病気により逝去。マユタンは『ポンキッキーズ』『うたってオドロンパ』といった子供番組の音楽を担当し「どうぶつ系ミュージシャン」を名乗って現在も活動している。ブログも開設しており、近況を知ることができる。2012年から2014年にかけては、ガールズポップデュオ「たんきゅん」のみやまゆ（1999年生まれ）名義で活動していた。メンバーの一部が一時漫画家二ノ宮知子のバンドメンバー兼アシスタントとなり、前出イエローダックのポン共々漫画のネタにされている。
砂 (#5)
「バンドの宝庫」1989年5月27日の登場。ゆったりとしたレゲエの楽曲は「耳」。ボーカルを含めてバンド全体が「渋すぎる」と評されるも、完奏を果たした。常に大きく足踏みしながらリズムをとって歌うボーカルのキャラクターもインパクトが強かった。「ベストボーカル賞」受賞。
THE KIDS (#6)
「バンドの宝庫」1989年5月27日の登場。赤白の格子のブレザーというポップなスタイルで登場。しかし、外見とは異なる骨のあるボーカルと優れた楽曲「1945年の彼に」、3人の演奏力で審査員を驚かせ、完奏を果たした。セメントミキサーズに惜敗。ドラムの西川貴博は後にイカ天後期の審査員である田中一郎や井口一彦、face to aceなどのサポートミュージシャンとして活躍、現在は浅香唯と結婚。「ベストコンセプト賞」「内藤陳賞」「つみきみほ賞」「在宅審査員賞」受賞。
らくがき (#7)
楽曲は「チンピラかぶれ」。完奏を果たす。
ミラクルズ (#8)
それぞれがユニフォームに番号をつけて登場。楽曲「バラ色になるまで」は、まとまりのある演奏ではあったが「歌がカタイ」「曲がつまらない」という酷評を受け2分15秒でワイプされて完奏はできなかった。
いんど猫 (#9)
3人組ガールズバンド。楽曲は「Kimera」。完奏を果たす。後に日本クラウンからメジャーデビュー。

#### 6月

##### 6月3日（セメントミキサーズ 第2週）
THE WANTED (#1)
楽曲は「Boy's be Ambitious」。
結婚式 (#2)
男女混合バンド。楽曲は「DE・JA・VU」。バンド名の通り、メンバーの衣装は女性Vo.はウェディングドレス、その他はタキシードのようなものだった。
東京けんたうるす (#3)
男女混合バンド。楽曲は「Pow!」。メインVo.は男性で、ツインサイドVo.は女性だった。
One Night Stands (#4)
ロカビリーを基調とした静岡県出身の3ピースバンド。参加楽曲は「Trouble Maker」。バンド自体はまだ荒削りで、吉田「静岡のバンドって、気候のせいかもしれないけどハングリー精神がないよね」、銀次「あそこは日本のウエストコーストって呼ばれているから」というやりとりがあった。批評に対して人の好さを出して受け応えていた3人は、この番組の人気者となった。1993年にテイチクエンタテインメントからメジャーデビューを果たす。「平山みき賞」受賞。
AURA (#5)
4色のヴィジュアル系バンド。楽曲は「ドリーミング・ナウ」。メンバーそれぞれ愛称がついており、イエローのリーダーは「竜巻のピー」。外見は派手だったが、子供に受けることを目指していると、意外にフレンドリーだった。当時の少女雑誌の音楽コーナーにも人気バンドとして紹介記事が載っていた。「えのきどいちろう賞」受賞。
ザ・ハード・バロッカーズ (#6)
高校教師が結成したバンド。楽曲「We Hate Heavy Metal」の歌詞中でヘビーメタルをけなしまくり、在宅審査員メタルウサギの激怒を買う。しかしキーボードを二台使用したり、チェンバロなど通常ではなかなか使われない楽器を使ってハードロックとバロックの融合を図った音は評価され、「ベストコンセプト賞」を受賞した。
DOROTHY (#7)
5人のガールズバンド。解散前のラストステージとしてイカ天に出演した。楽曲「ハートにI Love You」で余裕の完奏となり、「やめるのもったいないよ」との評もでる。ギターの根本が「ベストプレイヤー賞」受賞。
OAKS®︎ (#8)
楽曲は「やきもちTonight」。
ウルトラシーズ (#9)
ガールズバンド。楽曲は「Be Free」。

##### 6月10日（セメントミキサーズ 第3週）
SLIPP (#2)
ガールズハードロックバンド。楽曲は「WAR GAME」。
Green Goddess (#3 - 1989年6月10日/#3 - 1990年5月5日)
この日の楽曲は「SONG FOR YOU」。バラードかと思いきやいきなりシャウトするというネタで「ベストキャラクター」賞を受賞。しかし収録時にシャウトしすぎてマイクを壊してしまい、ディレクターは泣いたという。再出場時の楽曲はダウン・タウン・ブギウギ・バンドの「港のヨーコ・ヨコハマ・ヨコスカ」の替え歌である「南野陽子 横浜 横須賀 南与野」。完奏出来なかったものの審査員に大いに受け、復活ランプが3つ点灯という快挙を成し遂げた（うち1つは辛口で有名な斉藤ノブ）。
CLUB MIX (#4)
女性7人組ファンクバンド。楽曲は「だれだっ!?」。「ベストベーシスト賞」受賞。Dr.の金子ヒロミとG.の塩田育代は初代キング・SLUT&SLASH BANDのメンバーでもあり、本田美奈子.のバンドMINAKO WITH WILDCATSの元メンバーでもあった。1990年9月にNECアベニューよりCD「旬」でデビュー。ジャケットデザインは「蝦」の華丸のイラストである。
RΣNA ROCK'S (#5)
楽曲は「SHACK IT」。
Ryūji (#6)
楽曲は「Blue & Blue」。
A-CHIEF (#7)
楽曲は「I Love You Forever」。後にメジャーデビュー。
ジャスティス (#8)
ガールズバンド。楽曲は「Feel like a teenager」。
VOISS (#9)
楽曲は「薔薇心中」。
JACK BLUE (#10)
ストレートで骨太なロックンロールバンド。楽曲は「It's So」。「ベストボーカル賞」「在宅審査員賞」受賞。以来何度かのメンバーチェンジをしつつも活動中。2011年にVo.のshingyouが舌ガンを患うものの、アルバム「KICKS OFF」リリースと結成25周年と共に復活。2015年現在も活動中。

##### 6月17日（セメントミキサーズ → 突撃ダンスホール 第1週）
カ・ワ・サ・キ (#1)
楽曲は「Rock Singer」。
ЯEDЯUM（レドラム） (#2)
男女混合ハードロックバンド。正式表記はバンド名のアルファベットはすべて鏡文字。楽曲は「SHOCK OF MISTERY」。
大津BAND (#3)
楽曲は「Skin Tight」。
小伝馬 (#4)
こちらが全員バニーガールのバンド。OL5人組で、バンド名は勤務先の小伝馬町（東京都中央区）から。歌謡フュージョン調の曲「Relation」は途中でワイプされ完奏できず。バニーガールだけに三宅の復活ボタン押しもあった。ただ、衣装の腰周りがブカブカだった。「ライブでアンケートとったら、このバニーガールが評判良かった」とインタビューで語っていたが、三宅に「そりゃ評判いいよな」と言われる。「ラッシャー木村賞」受賞。
Love Sick Lovers (#5)
沖縄出身の3ピースバンド。熱い楽曲「ジェットロールコースター」は高い評価を受ける。突撃ダンスホールとチャレンジャーを争った。「四方ピー賞」「在宅審査員賞」受賞。
Bellets (#6)
千葉県出身の4人編成。楽曲は「半端者」。イカ天大賞ではベストスピリッツ賞へエントリー。その後プラッツより1991年1月21日「BELLETS／半端者（作詞：落瀬学 / 作曲：渡辺一男）」でメジャーデビュー。
Barbar's（バーバーズ） (#7 - 1989年6月17日/#6 - 1990年4月7日)
男性5人からなるバンド。初登場時はスライのカバー曲「Family Affair」で参加。「ベストボーカル賞」受賞。再登場時は新審査員体制の初回であったが、ワイプされて審査員に食ってかかり、激論となったことで有名。
近親憎悪 (#8)
リーダーは「音楽は方法論だ」と語り、ジェームス・ブラウンのカバー「セックスマシーン」は、1分30秒であっという間に完奏。ツインドラムスだが、一方はバスタムだけという風変わりな構成。「ベストコンセプト賞」受賞。本来バンド名は「生理売春」だったが、放送禁止用語だったため改名して出場した。
アネモネ (#9)
ガールズバンド。楽曲は「つるばら」。メンバーの衣装はサリーのようなものだった。

##### 6月24日（突撃ダンスホール → ダイヤモンズ 第1週）
♪ンぽぽ (#1)
楽曲は「Na!Na!」。
The 5,6,7,8'S (#2)
女性ガレージバンド。ボーカルがアメリカンバイクに乗ってステージに登場、画面前方を睨みつけた後歌いだした。バイクはそのまま走り抜けて退場した。楽曲は「Motor Cycle Go-Go-Go（モーターサイクル・ゴーゴーゴー）」。後に映画『キル・ビル Vol.1』に出演している（ここで演奏した中の一曲 "Woo Hoo" は2004年にイギリスのシングル・チャートで28位を記録した）。2007年現在も活動中。
BLACK TANZ (#3)
男女混合バンド。楽曲は「False hood」。間奏時に男女のツインサイドVo.がダンスを披露しながら演奏した。
SPOON&NEEDLES (#5)
ガールズバンド。楽曲は「衝動」。
大島渚 (#6)
みうらじゅん、喜国雅彦、滝本淳助らのバンドで、元々は税金対策バンドと名乗っていた。楽曲「カリフォルニアの青いバカ」は大絶賛された。
ラッパーズ (#7)
出演当時のメンバーはVo.江川貞治、G.美村孝之・浅井周、B.竹尾明彦、Dr.吉成兄、Cho.グランドマスター吉田。楽曲は「さらば」で、ワイプされてしまい完奏できず。当時結成約2年で在籍していたメンバーは既に100人超で、“2軍”（子供ラッパーズ）も存在していたという。
BOOGIE仙人 (#8)
メンバーはVo.山田禎広、G.山田隆広、ウォッシュボード.佐藤シゲル、Dr.ニレイマサル、Sax.前沢亜存子。楽曲は「Born To Be A Rollin' Stone」。完奏を果たすが、出演後にDr.とG.が脱退した。
HELLO (#9)
楽曲は「BLUES CITY」。
THE VALIE² CONNECTIONS (#10 - 1989年6月24日/#6 - 1990年6月2日)
バンドの読みは「バリバリコネクションズ」。楽曲は「お疲れBUSINESS」。「ベストボーカル賞」受賞。再出場組のうちの一組。再出場時の楽曲は「TOKYO UP SIDE DOWN」で、完奏を果たす。

#### 7月

##### 7月1日（ダイヤモンズ → 宮尾すすむと日本の社長 第1週）
神楽隊 (#1)
楽曲は「古代音楽ゲルマンの祭り」。ボーカル2人は民族衣装を思わせるような大きな被り物で登場。ワイプに怒って瓦割りをやるというパフォーマンスを行い、出演者を驚かせた。
Loosey-Goosey (#2)
楽曲は「Tricky Night」。
Believe (#3)
男女混合バンド。楽曲は「HOTEL」。Vo.の並木聡子は当時都内の病院の看護師として勤務していた。
B.B.B. (#5)
第1回のGospel of the Dragonから数えてちょうど200組目に登場したバンド。登場の瞬間ファンファーレが鳴り、イカ天マーク入りの夫婦湯呑みが記念品として贈られた。楽曲は「佐藤くんのうた」。正式なバンド名は「Blues Black Bank」（略してB.B.B.）。メンバーは20代女性と40代男性から成っているのが特徴。
The BANDITS (#6)
楽曲は「DEATH-VALLEY BLUES」。Vo.は荒井謙であり、後の1990年4月28日にTHE TRUMPSとして再出場した。
HAL & FREE SPATS (#7)
楽曲は「MAGIC」。
ザ・ペルシャ (#8)
楽曲は「WEAK BOYS (弱い少年)」。Vo.はススキのようなものを持って熱唱。
GENKI (#9)
男女混合バンド。楽曲は「ホント・HOT」。
SIGN (#10)
メンバーはB.兼Vo.松本圭吾、G.三上武志、Dr.吉橋透の3ピースバンド。演奏楽曲は「TIDE UP TO TIME」（完奏）。ベストボーカル賞、在宅審査員賞を受賞するも、チャレンジャー賞は逃す（チャレンジャー賞は「宮尾すすむと日本の社長」が受賞）。

##### 7月8日（番外編）
この回は番外編で名古屋の公開収録の放送で審査員による評価は無かった。「89年上半期総決算」内の放送。
マリアエレア (#1)
ガールズバンド。楽曲は「キエンセラ・イ・オーチョ」。
MAIN FORCE (#2)
ガールズバンド。楽曲は「OPEN YOUR MIND」。

##### 7月22日（宮尾すすむと日本の社長 第2週）
マッチョ金魚 (#1)
楽曲は「Funk炭鉱」。
Joulian-Hit SIX (#2)
楽曲は「ROCK JANE」。
DAD-Elegant-Gypsy (#4)
東京電機大学の学生で結成されたプログレインストバンド。バンド名のDADは「電大圧力団体」の略。リーダーのキーボード足立は、通常のキーボードにベルトをつけて（ポータブル不使用）担いでソロをとる姿が審査員に異常にウケ、難波弘之曰く「ボーヤにしたい」足立は「ベストキャラクター賞」を受賞。楽曲は「STORM BELT」。
火の鳥 (#5)
男女混合ハードロックバンド。楽曲は「サンダー」。
発破ノッカーズ (#6)
本来バンド名は「乞食王子」だったが、放送禁止用語だったため改名して出場した。楽曲は「BABY'S ROCK'N ROLL」。
Peter's Son (#7)
楽曲は「ジョニーロットンになりたい」。
スイマーズ (#8)
メンバーはVo.和久田理人、G.鈴木源一郎、B.キース、Dr.ジャガー、Key.小島靖。スタジオ出演時は障子の向こうで選手宣誓のポーズを取り、障子が開くと全員が緑色のジャージを着用していて度肝を抜いた。また非常に子供っぽく騒ぎ、大変騒々しかった。演奏はボーカルの絶叫としてドラマーの水中眼鏡着用から始まる。メンバー全員が競泳用の水着と水中眼鏡を着用、バスタオルをマントのように羽織った者もいた。あまりに季節限定な格好だったため、三宅に「こいつら冬はどうしてんだろ」と不思議がられていた。どう考えても色物だったが、日本クラウンからメジャーデビューを果たした。楽曲は「スイマーズのテーマ」。後に東武スーパープールのCMに出演（楽曲は「とびこめ」）。またビートたけしのお笑いウルトラクイズにも出演したことがあり、活躍した場面はほとんど見られなかったが、優勝者発表の際に司会のビートたけしから「優勝はスイマーズ」とボケられ、優勝者発表のフリに使われたことがある。「つみきみほ賞」受賞。
ソウルフーズ (#9)
楽曲は「田舎の女」。
LILY'S CUTE MUSIC PRODUCTION (#10)
ボーカル、ギターはリリー・フランキー。演奏した曲は「金」。ベストコンセプト賞、在宅審査員賞受賞。

##### 7月29日（宮尾すすむと日本の社長 第3週）
CARMILLIA (#1)
ギターの吉乃を中心とする本格派ガールズバンド。楽曲は「ELIZABETH BATHORI」。完奏を果たす。
THE PIRATES (#2)
楽曲は「Baby, Let's Party House」。コントラバスの演奏が特徴だった。
世田谷パンチョス (#3)
完奏まで1秒足らずにワイプされるも、後に発売される完奏版への収録およびベストコンセプト賞を獲得した。楽曲は「西の人-WEST MAN」で、審査員より歌詞を絶賛された。
GISELLE (#5)
男女混合バンド。楽曲は「The another beating of heart」。
モダーン・スーダラ (#6)
男女混合バンド。楽曲は「マンボ大好き」で、その名の通りマンボを基調としたエレキ歌謡がコンセプト。メンバーにはヤマハポピュラーソングコンテスト（ポプコン）に出場経験があり、メジャーデビューをしていたRIKA（現・さっぽろももこ）が在籍していた。
少年倶楽部 (#7)
楽曲は「てるてる坊主」。Vo.の衣装はパジャマのようなものだった。またG.の遠藤肇、B.の小川雄二は後に9月9日に出場した「SO→ON」のVo.今泉泰幸と共にスキップカウズとしてメジャーデビューした。2分8秒でワイプ。
The H♂RnettES（ザ・ホーネッツ） (#8)
楽曲は「佇むとうさん」。ギタリストが視聴者の印象に残った。完奏を果たす。
FORT BRAGG (#9)
小野正利や長井一郎が在籍していたヘヴィメタルバンド。演奏収録の時には6回もNGを出してスタッフを嘆かせたという。ベストボーカル賞受賞、楽曲は「YOUR SHADOW」。
MAST (#10)
男女混合ツインボーカルバンド。楽曲は「Down Town Blues」。

#### 8月

##### 8月5日（宮尾すすむと日本の社長 → NORMA JEAN 第1週）
CHARLEE R&B BAND (#1)
楽曲はオーティス・レディングの「I CAN'T TURN YOU LOOSE (お前を離さない)」のカバー。Vo.は紋付袴織姿でサングラスを着用していた。
BAD 69 (#3)
楽曲は「Here We Go!」。
THE OND (#4)
男女混合バンドで、業界関係者が結成したと言われる。巫女のコスプレが好評だった。楽曲は「商売繁盛」。演奏時間1分ほどでワイプされた。
馬の骨 (#5)
全員が社会人からなる、冠婚葬祭を活動の場とするパーティーバンド。お盆の季節に合わせて怪談あるいは肝試しめいたコスプレをし、大量の美術品を持ち込みセットを組んでおどろおどろの世界を歌い上げた楽曲「六根清浄」を演奏し完奏。「演出の勝利」「貧乏なバンドがかわいそうだね」と言われた。拝む老婆（田代さんという名前）は審査員全員の大爆笑を勝ち取り、「バンドはどうでもいい」と異様に評価された。内藤陳は「あれが俺だったら恐山だよ」と特にウケていた。「水島家之墓」と墓碑を刻んだ本格的な墓石まで作ってきた凝り様は視聴者にも受けた。後にダイジェスト編にも登場した。スタジオ出演時のトークは受け答えもきちんとしており、奇妙なコスプレは計算し尽くされたキャラクターメイキングの産物であった。ボーカルは当時学生だった俳優の桐生コウジである。
FAB4 (#6)
楽曲は「ルーイン」。
ZOOEY (#7)
男女混合バンド。楽曲は「ねこになりたい」。
エトセトラ (#8)
楽曲は「Same Old Story」。
H・M・V (#9)
メインVo.が男性、5人のサイドVo.が女性である事が特徴の男女混合バンド。楽曲は「Money」で、5人の女性サイドVo.は世界各国の紙幣を持ちながら熱唱していた。
バニシングポイント (#10)
男女混合バンド。楽曲は「ミステリーナイト」。アマチュアバンドベスト10では常にランクインしており、視聴者からの人気度は高かった。

##### 8月12日（NORMA JEAN 第2週）
STEADY (#1)
ガールズハードロックバンド。ボーカルがマイクを男性器に見立て、フェラチオを彷彿させるパフォーマンスを披露。楽曲は「BLACK WIDOW」。
東京ディスカウントショップ (#2)
男女混合バンド。楽曲は「プリティ・パンパース」。
オルフェウス (#3)
楽曲は北島三郎の「与作」のカバー曲「Y・O・S・A・K・U」。Vo.の衣装は浴衣で、赤熊のような髪型をしていた。
FINE (#6)
男女混合バンド。楽曲は「The Sheep Are Dancing In My Head」。
虎標阡金油 (#7)
バンド名の読み方は「タイガーバーム」。楽曲は「ドドンパ」。
Gypsy DoLL (#9)
男女混合バンド。楽曲は「ハンスとグレーテは行く」。中国の民族衣装のようなもので演奏していた。
Cracker Jack (#10)
楽曲は「Come on dance all right」。

##### 8月19日（NORMA JEAN 第3週）
CHU-DOKU (#1)
女性3人（ボーカル含む）、男性2人のバンドで、楽曲は「おじいちゃんの夢」で、「大きな古時計」のカバー。しかし吉田建に「聴きたくない、やってて下さい勝手に」「バカヤロー、こんなのカバーでも何でもないじゃん」などと言われるほどの酷評を受けてしまう。後に日本クラウンからメジャーデビューしシングル2枚、アルバムを2枚リリースした。シングル「サンタクロースごめんね」は、OVA「お元気クリニック」の主題歌に起用された。
イパネマ (#3)
女性ボーカルの7人組バンド。楽曲は「情熱の花」。しかし番組史上初の赤ランプ7つ（全員）のワイプ攻撃に遭ってしまい、プロ志向だったボーカルを落胆させてしまう。
LOVING ARMS (#4)
楽曲は「A BIG HUNK OF LOVE」。
H≡R≡ FOR TH≡R≡S (#5)
読み方は「ヒアーフォーゼアーズ」。楽曲は「Clear Blue Sky」。バイオリンの演奏が特徴的だった。
御絶滅寸前桃色麒麟楽団 (#6)
男女混合バンド。楽曲は「俺の父ちゃんはアル中で」。演奏中に男女のツインVo.を中心に「オッ、オッ」と叫ぶのが特徴だった。また、Perc.は銅鑼など多くの打楽器を演奏していた。
バカーズ (#7)
楽曲は「Born to be けんきょ」で、ステッペンウルフの「ワイルドでいこう!」の替え歌。
BE-WILD (#8)
楽曲は「INTO THE CITY」。
Exotic Dolls (#9)
男女混合バンド。楽曲は「Star Star Star」。
THE PIERCE (#10)
楽曲は「はずされっぱなしのWEEK END」。

##### 8月26日（NORMA JEAN 第4週）
FUTURE (#1)
楽曲は「TAKE A CHANCE」。
川崎アイリーズ (#2)
楽曲は「やっぱりネコが好き」。沖縄音楽のような演奏が特徴だった。
CHAD CRIED (#4)
小柄なスキンヘッドの男と長髪で髭面の男のツインボーカルで、小柄なスキンヘッドの方はスタジオ出演時画面後方で小刻みに動くなどして目立っていた。楽曲は「サーフィン・バード」。髭面のボーカルがマイクを口に加えて呻き始めたところで赤ランプがつくも、その後そのままドラムセットを破壊して復活ランプが点灯。
GENERATION★WOLF (#5)
楽曲は「NO!! MAKE」。
FATS & DEEP (#6)
楽曲は「CASE BY CASE」。メンバーの一人が交通事故に遭ったということで、放送当日は痛々しい姿で登場した。
0485 (#7)
ガールズバンド。楽曲は「Irritation」。
Blue Berry Jam (#8)
楽曲は「Sick again」。
SYCK (#9)
楽曲は「ALONE ON THE NIGHT」。
The BLADES (#10)
楽曲は「GO GO BLADES」。1991年にワーナーミュージック・ジャパンよりメジャーデビュー後、シングル1枚、アルバム2枚をリリースした。なおこのディスコグラフィはブームタウン・ラッツの元メンバーがプロデュースした作品があった。

#### 9月

##### 9月2日（NORMA JEAN → BEGIN 第1週）
ティラノザウルス (#1)
宝塚歌劇団風の派手な衣装で登場したグラムロックバンド。80年代にはグラムロックバンドとしてZIGGYと並んで人気があった。演奏曲は「Baby!Baby!もっと!熱い!Kissを!!」。ボーカルは三日月形をしたギター（カワイ・ムーンサルト）を持っており、派手な衣装と並んで印象に残っている。視聴者の人気は高く、番組内での人気投票ランキングには何度も登場した。
THE PH♂ (#2)
ザ・フーのコピーバンド。楽曲は「My Generation」。ボーカルはイギリス人のデニス・ガン（デニスは星期六我家的電視・三宅裕司の天下御免ね!にもソロで出演）。茨城県水戸市出身の三人が組んでいたバンドで、元々フーのロジャー担当のボーカルがいなかった。イカ天出演に際し知人のデニスにボーカルを依頼した。その後番組内でボーカル募集をかけ四人組となる。
MILK CROWN (#3)
“プログレッシブ・サイケデリック・アバンギャルティ・バンド”を自称していた。メンバー全員血液型が違っていたという女性バンド。楽曲は「デアボリカ」。
F.C.B (#4)
正式名称は「Fighting Corporation Band」。自称「戦うサラリーマンバンド」。保険会社勤務のサラリーマン4人と取引先出身のドラマーが結成した。スタジオ出演時はスーツ姿で登場。三宅には「お待ちしておりました、こういうバンドを待っていたんです」と丁寧語で話しかけられた。トークには結成者のバンド歴が一番短いというオチもついていた。演奏曲のジャンルを“リーマンズパンク”と称し、衣装もスーツをパンク風にアレンジしたものを着用。楽曲は「うっちゃり」。ボーカルは顔面を黄色く塗ってピースマークを描き、スタジオ出演時の姿との差が激しかった。
CURRY (#5)
バラフォン、カバサ、カコゴ、コンガなどを編成に取り入れていた男女混合ラテンバンド。完奏はしたものの酷評を受ける。楽曲は「PartiRGO」。
LOOSE-B (#7)
女性バンド。ドラマーは審査員の村上 “ポンタ” 秀一の知っている人だったという。楽曲は「O・K」。
おはようPlayers (#8)
米国のバンド「オハイオ・プレイヤーズ」の名前をもじったバンド名。楽曲は「Half-Bitter Shuffle」。
DIRTY DOLL (#9)
女性ボーカルバンド。楽曲は「DON'T CRY IN THE RAIN」。
DEFYER (#10)
ボーカルは後ろ髪を一つに結んでヒゲを生やしていた。ギタリストに朝井泰生が在籍。楽曲は「Rockin' Rollin'」。完奏を果たす。その後東芝EMI（後のEMIミュージック・ジャパン）からメジャーデビューしアルバム1枚とシングル2枚をリリースした。シングル「Loving Woman」は『世界の常識・新常識!』（フジテレビ制作）のエンディングテーマに起用された。

##### 9月9日（BEGIN 第2週）
ザ・ロイヤル・グラマー (#1)
楽曲は「やみつきにご用心」。
ポキール (#2)
楽曲は「ボクは神様」。歌詞が非常に特徴的で、印象に残ったと語る視聴者が少なくない。
Brothel Creepers (#4)
楽曲は「Don't Stop Hiccup」。Sax.演奏が特徴的だった。
ブラインドマーケット (#5)
楽曲は「金糸雀 (カナリア)」。
女的（ガールティック） (#6)
女性ボーカルは中村あゆみのようなハスキーボイスで他の男性メンバー3人も美形揃い。「お茶の間のアイドル」が目標だった。楽曲は「(KISS)³」（キッス・キッス・キッス）。
Quöd-Vide (#7)
ガールズバンド。楽曲は「ホラフキ」。Vo.はマラカスを演奏しながら熱唱した。
SO→ON (#8)
楽曲は「マチコ I LOVE YOU」。Vo.はイマヤスこと今泉泰幸であり、7月29日に出場した「少年倶楽部」のG.とB.と共にスキップカウズとしてメジャーデビューした。
ALPS (#9)
楽曲は「エイリアン」。Vo.は紙袋のようなものが顔に被っており、歌い出し時に引き破って素顔を出した。
アキラwithROSY (#10)
楽曲は「25時のシャガール」。

##### 9月16日（BEGIN 第3週）
HYMEN (#1)
日本語訳で“処女膜”という意味の名前のバンド。楽曲は「Endless Love」。
木戸紅男&オリエンタルギャングスターズ (#2)
中南米系ラテンファンクバンド、10人組。ボーカルの木戸紅男（きどくれお）の名はキッド・クレオールのもじり。ドラマーの特技がバック転ということだったが、試しにやったところ着地に失敗し三宅用のテーブル上にあった復活青ランプを壊してしまう。イカ天の後の「トンガリ編」のレギュラー・イクラちゃんが、彼らが不良時代の仲間だったということで応援で登場。楽曲は「EVERYBODY LOVE SOMEBODY」。
Baby Rock みしん (#3)
ガールズバンド（Dr.のみ男性）。楽曲は「白日夢」。
GLORIA (#4)
楽曲は「HI・HI・HI」。
Pole & Slide Blues Band (#6)
楽曲は「I ain't got nobody」。
THE AREA (#7)
楽曲は「Give me the way」。
NIGHT TRIPPERS (#8)
楽曲は「WE ARE YELLOW」。
KIKU CHI (#9)
楽曲は「ひょっとしたらひょっとこ」。メンバーのツインVo.兼G.の着用していた眼鏡のレンズの形が三角形だったのが特徴。G.の三宅修一は後にソロ歌手として活動していた柴田由紀子（現：田島由紀子）と共にBARGAINSを結成し、1999年にメジャーデビューを果たした。
癲狂院（てんきゃうゐん） (#10)
楽曲は「ミドリカメのケニー」。

##### 9月23日（BEGIN 第4週）
ダビデシババ (#1)
ガールズバンド。楽曲は「ひとりでも仙人」。Vo.の衣装はチャイナドレスで、杖のようなものを持ち支えて熱唱した。
HOT ROD KIKKS (#2)
楽曲は「All or nothing」。
アブドラ・ザ・ブッチャーは是非ともスポーツ平和党 (#3)
出場当時番組史上最も長いバンド名のバンドだった。「金なし、コネなし、女なし」の三ないバンドと自称していた。番組出場当時、数年にわたって活動を中止していたが、活動再開一番として番組に出場。楽曲はインストゥルメンタルに近い内容の「ペンギンラリアート」。曲名通りのペンギンのコスプレをして演奏したが、しょっきりのようなパフォーマンスや「ニール・ヤングの世界」と言われたドラムパート、60万円のアレンビックで揃えたベースとギターを、吉田に『掴まされたな』と言われるなど、見るべき点は多かった。が、粗さが目立ったためかワイプされて完奏できず。審査員は音楽性にはほとんど触れなかった。なお、この年の12月にボーカルを迎えて「真面目なバンドに戻す」としている。
Captain Roduriguez (#4)
楽曲は「buzzard luck」。
LOVE PARADE (#5)
楽曲は「うさぎのダンス」。
TARZAN (#7)
男女混合バンド。楽曲は「酒の肴は男と女」。
'5（アポストロフィーファイブ） (#8)
男女混合バンド。楽曲は「But just I believe only you」。
Water Mon Q (#9)
楽曲は「森の王様」。
Rouge (#10)
ガールズバンド。楽曲は「Rock'n'Rouge」。

##### 9月30日（BEGIN 第5週）
SEEK (#1)
KAKOがボーカルの4人組バンド。楽曲は「○× Shaking」。原宿の歩行者天国（ホコ天）では伝説的なバンドといわれた。ただ、イカ天では曲の収録前日にベースが突如脱退、急遽キーボードがベースを担当することになり、そのドタバタの影響もあって途中ワイプされてしまった。
ラ・ピアス (#3)
楽曲は「ティアラ・デュラ」。社会人と主婦からなる8人組ガールズバンド。登場時にはローカル番組のカメラマン、ディレクターと共に出演した。完奏を果たせず。
マリア観音 (#4)
キャラクターの濃さは今なお語り継がれている。楽曲は「別れたその夜」。完奏を果たす。その後メンバーチェンジを繰り返し、2002年以降はヴォーカル木幡東介一人でマリア観音名義となり、全ての楽器を演奏する。2014年以降に再度バンド編成での活動を再開している。
GROOVY NIGHT (#5)
楽曲は「東京ロックンロール音頭」。審査員の吉田建から「バンド歴9年だそうですけど、9年間何やってたんですか?」と酷評される。完奏を果たせず。
スリーディメンションズ (#6)
楽曲は「塵の舞」。Vo.が不在で歌詞がなく、尺八の演奏がメインのインストゥルメンタルの演奏だった。完奏を果たせず。
ブラック・マンデー (#7)
男女混合6人組バンド。登場直後に音響監督が誤ってメロディを流すハプニングがあった。楽曲は「ギミー・サム・ラビン」。完奏を果たせず。
小池英文 with SOUL TRIP (#8)
4人組バンドだが、スタジオには2人のみの登場。楽曲は「Tonight」。完奏を果たせず。Vo.の小池は現在写真家として活動し、写真集「瀬戸内家族」を出版している。
MOMO (#9)
4人組ガールズバンド。楽曲は「金色の陽だまり」。演奏時のVo.の衣装はボディコンのようなものだった。完奏を果たせず。
THE DOROTHY (#10)
楽曲は「EMBRACE」。完奏を果たす。

#### 10月

##### 10月14日（キング不在 → カブキロックス）
A★VANT-GARDE (#1)
楽曲はイントロのキーボードの高音と恋愛のセオリーすら知らない、夢が予定調和だなど学歴社会を批判した歌詞が特徴の「めがねザル」。「デーブ・スペクター賞」を受賞。正式な呼び方は「ア★ヴァン-ギャルド」。賞を贈ったデーブ・スペクターには「アバントガード」と呼ばれる。
FAMOUS SECRET (#2)
楽曲は「Hell or Heaven」。
T-UP (#3)
博多出身のバンド。楽曲は「WALKIN' THE BLUES」。
カブキロックス (#4)
BEGINがグランドイカ天キングになったため、チャレンジャー代わりに仮イカ天キングとなった。
Neo KIDS (#5)
楽曲は「La La La」。Vo.の衣装の色や柄はremoteのものに似ていた。
The LUCKY TAILS (#6)
ガールズバンド。楽曲は「Lucky Tails」。
突然段ボール (#7)
1977年結成という古強者。業界ではその名を知られたマニアックユニット。濃いキャラクターで強い印象を残したが（このときの楽曲は「凍結」）、カブキロックスに敗北した。元々メンバーは3人であったが、出演当時はドラムが脱退して2人で出場した。結成から出場まで、途切れることなく活動を継続していた息の長いバンドである。彼らのバンド名を真似した突撃ダンスホールの活躍に刺激され、居ても立ってもいられなくなり出場を決意したというのが出場の理由であった。相原勇はこちらが元祖であることが不思議そうであった。三宅裕司が「ついにプロが登場しました!」とコメントしたが、実際には出演当時は音楽関係の仕事は引退しており「元プロ」であった。練習は養鶏場の二階を無料で借りて行っていた。後に再度メジャーデビューを果たし、今日でも活動を継続しており公式ホームページも持っている。メンバーはボーカルが2003年に亡くなったため、イカ天出演当時とは変わっている。キャラクターが重なるたまのメンバー石川浩司とも親交があった。審査員のグーフィー森は彼らのファンであった。
Drunkerds (#8)
楽曲は「Summer Night Love Again」。
SLAUGHTER (#9)
楽曲は「CAN'T STOP OVER」。
THE SAKURA (#10)
ベスト・ボーカル賞（石井勝司）、ベスト・プレーヤー賞（Gr.坪田隆治）を独占。楽曲は「恋の迷路」。イカ天出場を足がかりに元オフコースのドラマー大間ジローをプロデューサーに迎え91年プラッツよりメジャーデビューを果たす。日本語をベースにした心に響くサウンドをコンセプトに活動を展開。Album「桜」では飛鳥や夢うつつなどで独特の世界を表現した。解散後はボーカルの合谷羊生がソロで活動。「はるか」を歌う。

#### 11月

##### 11月4日（カブキロックス → サイバーニュウニュウ 第1週）
RADI-X (#1)
楽曲は「うそっぱちだらけの帰り道」。
LA FIESTA DE CONTINENTAL (#3)
楽曲は「Spanish Ice」。Vo.不在のインストゥルメンタルの演奏だった。
ASH (#4)
楽曲は「フライ・トゥ・ザ・ムーン」。
WHO'S WHO (#5)
楽曲は「アラスカ・ザ・太陽」。
クレオパトラ (#6)
ガールズバンド。楽曲は「ye! ye!とまらない」。金色の衣装が特徴的だった。
レジスタンス (#7)
三宅の質問には常にフラフラして受け答え、「アブネーなーこいつら」と言われつつも、ギター、ベース、ドラムス、ボーカルともにすばらしいファンクを演奏。楽曲は「FUNK 1-30-5」。「どいつもこいつもパッパラパー いい気なもんだぜ いまのがサビだぜわかるだろ〜 わかるかなぁ?わっかんねえだろうなぁ」というように、歌詞はどうでもいい内容。「ベストボーカル賞」及び「ベストプレイヤー賞」を受賞。ドラムはX-RAY等の活躍で知られる高橋ロジャー和久が在籍していた。
クラブピアス (#8)
楽曲は「花は何処へ行った」。ボーカルはのちにmodern greyとしてメジャーデビューする大西貴美。
♂没法子♀（メイファーズ）(#9)
男女混合バンド。楽曲は「ロマネスク上海」で、中国音楽風のテクノポップが特徴だった。
SON'S TRAIN (#10)
楽曲は「雨にうたれていることを」。

##### 11月11日（サイバーニュウニュウ → たま 第1週）
Burn Trash (#1)
楽曲は「The Last Train Running」。当時約10万円の借金を抱えていたという困窮のバンドだったが、見事完奏を果たした。
TOKIO ROSE (#3)
番組史上初の外国人バンド。のちにイカ天は海外からの放送も行うが、この時点では「外人バンド」が珍しかったため非常に注目を集めた（当時を記憶している視聴者はかなりいる）。楽曲は「PARADISE LOST」。アメリカでは大人気と自称し自信たっぷりであり、チャレンジャー賞を有力視されるがたまに負け果たせなかった。ラッシャー木村の「耐えて燃えろ賞」を受賞。
TWIGGY (#4)
男女混合5人組バンド。正式表記は五文字目のGに斜線が引いている。楽曲は「Lucky My Dream」。完奏を果たせず。なお、翌年にファンハウスからメジャーデビューしたTWIGGYはガールズバンドであり、別のバンドである。
純バンド (#5)
楽曲は「FURIMUKASETAI」。Sax.の演奏がメインの6人組バンド。完奏を果たせず。
Cast-The-Nets（カスタネッツ） (#6)
ツインG.兼ツインVo.とDr.からなる3人組バンド。このうち2人は1989年3月11日に出場した「たるい正太郎 with the bankers」のメンバーだった。スタジオには2人のみの登場。楽曲は「ボクは転ばないで歩いた」。完奏を果たせず。
THE EX's（エクシーズ） (#7)
楽曲は「レインビート」。完奏を果たせず。
LE VIDE (#8)
4人組ガールズバンド。楽曲は「スリリング」。完奏を果たす。
電機バンド (#9)
楽曲は「レイン」。
THE LOCKS (#10)
楽曲は「Beat Warrior」。

##### 11月18日（たま 第2週）
Cut Bee (#1)
ベストコンセプト賞を受賞。楽曲は「Secret Play」。ボーカルが歌詞に英語でアドリブを入れていた。
レイチョウルイ (#2)
楽曲は「ワンパターン」。京都大学生バンドである。紙袋をかぶったダンサー、曲・歌詞ともにすっぱり切れて終わる曲の終わり方が印象的である。こげよマイケル賞受賞。
テクマクマヤコンズ (#3)
「たま」のキング在位2週目の出場。いきなりオバケのQ太郎の着ぐるみを着て歌い出した。しかし、途中で着ぐるみを脱いで真面目に歌いだしたが結局はこれが仇となってワイプされてしまう。勝ち抜きではなく番組出場を目的としていたらしい。楽曲は「オバQのテーマ〜FLA FLA」。
コンクリート・ゲタ・バンド (#5)
当時で結成12年だった30代男性3人組バンド。あくまで練習中心の趣味での活動であり、人前で演奏したのは2年ぶりだったとか。しかし実力は決して低くなく、ベストキャラクター賞、ベストプレイヤー賞を受賞した。楽曲は「あ〜そうだ」。
かんばせ (#6)
バンド名は古語で「顔」の意。楽曲は「ふゆのこえ なつはいま」。ツインVo.だが、それぞれに違う歌詞を同時に唄う楽曲が難解すぎてワイプに。
グランドスラム (#7)
同時期に活動していた同名バンドとは別のバンド。ベストボーカル賞受賞。楽曲は「BREAK OUT!」。
ROCK HOUSE (#8)
先週出場したTOKIO ROSEに続く外国人バンド。楽曲は「SWEET HOME CHICAGO」。
SOME ONE (#9)
ガールズバンド。楽曲は「ミラージュ」。
TOMMY (#10)
楽曲は「悲しみを忘れた頃」。

##### 11月25日（たま 第3週）
テロ (#1)
楽曲は「フリーなメッセージ」。メンバー全員の衣装の柄が迷彩だった。
SEXUAN ROSE (#2)
楽曲は「LOST 消え入り果てて…」。
ザ・ファンタジーズ (#3)
グループ・サウンズ風の音楽に、衣装もサイケ調。演奏曲『バッチリO・K』は『いか天 ザ・50』にも収録されている。
妖娼ロマネスク (#4)
ボーカルは今で言うゴスロリ風の衣装だった。楽曲は「魔法のめがね」。
MATILDA (#5)
ガールズバンド。楽曲は「Junky's Party」。
J-Zone (#6)
楽曲は「TRAIN-PANIC」。Vo.はイントロの際に側転や後転などのパフォーマンスがあった。また演奏中もVo.やG.、B.の背後には複数の若者の男女が行き来したりするバックダンサーのような演出もあった。
スーパーパンクショー01 (#7)
楽曲は「だ・か・ら・DANCE」。Vo.の顔には花のメイクが何ヶ所かあった。
バカフラワー (#9)
楽曲は「吸血鬼」。ニューヨークアンダーグラウンド風味のドラムレスパンクバンド。完奏を果たす。ベストプレイヤー賞を受賞。
THE PAJA (#10)
楽曲は「Go. To. VIVA Island」。

#### 12月

##### 12月2日（たま 第4週）
MISSING PEACE (#1)
Vo.はFIELD OF VIEWの浅岡雄也。楽曲は「トラブルメーカー」。完奏を果たし、湯川れい子に「可愛いで賞」を貰う。
SALAMANDER (#2)
楽曲は「薬似夜 (ヤクニヤ)」。
IMMIGRANTS (#3)
楽曲は「HARLEQUIN STEP」。
MADAM-E (#5)
メンバー全員が漫画「伝染るんです。」のキャラクターのコスプレで登場した“お笑いロック”の女性4人組バンド。バンドのために婚約破棄されたメンバーもいた。楽曲は「VIVA! 女子大生」。90年5月にイカ天とビッグコミックスピリッツとのコラボ企画「イカスピ」に出演、漫画の作者である吉田戦車と共演した。
暗中模索 (#6)
楽曲は「DON'T WAITING」。
DR.BONES (#7)
楽曲は「夢でも幻でもない歌」。
ゆの (#8)
男女混合バンド。楽曲は「チューリップが咲いた」。
ボンゴ (#9)
楽曲は「夢のニューオリンズ」。わずか53秒でワイプ。それまで番組の流れが押し気味だったものが元に戻せたということで、三宅に『取り戻しバンド』と言われる。

##### 12月9日（たま 第5週）
ZAKOBA (#1)
ファンク系バンド。楽曲は「サンキュー辞典」。伊藤銀次に「船酔いしそう…」とワイプされ、審査員間に激論を引き起こす。
ROSALIA (#2)
ガールズバンド。正式表記はIの文字は小文字で上の部分は☆マーク。楽曲は「鏡」。完奏を果たすも、前述のZACOBAのワイプに批判的だった萩原健太から「女の子はいいよね。弾く前に笑っただけで完奏しちゃうんだから」という辛口コメントをもらった。
BEANA（ビーナ） (#3)
楽曲は「WILD CAT」。熱唱中にVo.は途中でヒョウ柄のジャケットを脱ぎ捨てた。
ちんちろりん (#5)
楽曲は「あの娘がいる店」。
HALL OF GLASS (#6)
男女混合バンド。楽曲は「Monochrome Boy」。女性メインVo.と男性サイドVo.のコーラスが特徴だった。
生ビート (#7)
楽曲は「人間」。
DELIC (#8)
メンバーはVo.太田真人 (G.兼任)、B.鈴木雄一 (Cho兼任)、Dr.只野太郎、Key.広瀬計。楽曲は「ステキな気分 (Feelin' Groovy)」だが、1分45秒でワイプ。
THE SYMPHONY (#9)
楽曲は「How Much?」。
DIANA (#10)
楽曲は「I Want to No!」。

##### 12月23日（マルコシアス・バンプ 仮→第1週）
「クリスマス☆パンクがママにキスをした!」
Ob-jet (#1)
楽曲は「時に流されて」。
THE 呼吸困難 (#2)
高校生バンド。楽曲は「俺達のRock'n'roll」。G.とVo.の腕には「遊びが命」と書かれたタスキが着用されていた。
野崎進とヤングビーツ (#3)
楽曲は「HELP!」。ビートルズの楽曲のカバーバンド。イカ天出場後もアマチュアでバンド活動を続けており、1998年1月2日にテレビ東京で放送された「青春テケテケ勝ち抜き歌合戦」では準決勝まで進出した。メンバーのサニー多咲は、後に「サニー多咲とバブルジェッツ」を結成しメジャーデビューを果たした。
BLENDA (#4)
ガールズバンド。全員で声を合わせるサビ部分のボーカルが特徴だった。楽曲は「I DON'T WANT YOUR CARE」。
PELVIS (#5)
メンバー全員がエルビス・プレスリーのファンなので、バンド名もそれに因み「PELVIS」（和訳は“骨盤”）。プレスリー風のロカビリー音楽を中心に展開、全員が鬼怒川温泉出身。自称「湯の町ロカビリーバンド」。楽曲は「さけもってこーい」。
伊太地山伝兵衛商会 (#6)
3人組「四畳半ジャズ・フォーク・ブルース」バンド。楽曲は「風のない部屋」。伊藤銀次に「洗練されていていい、水割りが飲みたくなる」と賞賛される。
FLOWER TRIP (#8)
楽曲は「I'm hot!」。
PARADISE ALLEY (#9)
楽曲は「JET VOICE」。楽曲は『いか天[完全]完奏版』に収録されている。
東京御下劣倶楽部 (#10)
ブラックミュージックとファンクを中心に展開する8人組の社会人バンド。楽曲は「WEEKEND DANCER」。完奏を果たす。楽曲は『いか天[完全]完奏版』に収録されている。

##### 12月30日（マルコシアス・バンプ 第2週）
ガレージ (#1)
楽曲は「Go!! Go!! Garage」。
アルマッツ (#2)
楽曲は「ロスト・ボーイ」。　
萬流バンド (#3)
男女混合バンド。楽曲は「坂」。女性Vo.はKey.を兼任していた。
François Franny (#4)
男女混合バンド。楽曲は「離レヌヨウニ」。楽曲は『いか天[完全]完奏版』に収録されている。
The '57 Bel Air’s (#5)
イカ天初の、バンドではないコーラスグループ。5人組で、主にドゥーワップを基調とした合唱スタイル。楽曲は「That's my desire」。楽曲は『いか天[完全]完奏版』に収録されている。
フリークス (#6)
男女混合バンド。楽曲は「BABY BLUE」。
VICTOR CHARLIE (#7)
男女混合バンド。楽曲は「あっけらかん」。
エスノクラブ (#8)
楽曲は「灰色光線」。
あふろでぃーて (#9)
楽曲は「Kiss♡Me」。

### 1990年

#### 1月

##### 1月6日（マルコシアス・バンプ 第3週）
歯車 (#1)
男女混合バンド。楽曲は「嫁よこせ」。黒塗りしたメイン男性Vo.と女性サイドツインVo.のコーラスが特徴だった。デーブ・スペクター賞を受賞。
AYUR (#2)
男女混合バンド。女性ツインVo.は衣装は和服のようなものだった。楽曲は「いろはうた」。番組史上初の「鈴」がベストキャラクター賞を受賞。
DANTE (#3)
楽曲は「PARADISE LOST」。完奏を果たしベストプレーヤー賞を受賞。
BEE (#4)
楽曲は「瞳かがやかせて」。大分県出身のVo.MICHRUによって結成された男女ポップロックバンド。東京を中心に活動していた。
DOKI DOKI パニック (#5)
男女混合バンド。楽曲は「ミュージシャン」。男性メインVo.と女性メインVo.兼G.が交互に熱唱したのが特徴だった。ベストボーカル賞を受賞。出場から6年後の1996年にフォーライフ・レコードからメジャーデビューを果たし、シングル3枚とアルバム1枚リリースした。シングル「フリフリシェイク」はAGFの同名の商品名のCMソングに起用されている。
VATICAN (#6)
楽曲は「Ready to Run」。
Radiation Rocks (#7)
楽曲は「押さえ切れない」。
ゼネスト (#8)
楽曲は「ニイタカヤマノボレ」。バックダンサーは体中に白い布に包まれて左手だけ踊っていた。
THE ROSIE (#9)
楽曲は「SHADOW MAN」。ベストコンセプト賞を受賞。

##### 1月13日（マルコシアス・バンプ 第4週）
MOTHERS (#1)
演奏した楽曲は「RISING SUN」。完奏を果たす。
THE CHERRY★BOMB (#2)
ガールズバンド。楽曲は「Midnight Boy」。
中学生日記 (#3)
暗い感じで目を引こうと打ち合わせて見事成功した。バンド名は「そういう名前のバンドがあったら素敵じゃないですか」ということで命名された。ボーカルが女装（衣装は姉からの借り物）していたことと死にそうな「オヨヨヨヨヨヨ」との叫びが強い印象を残した。演奏中には大島渚が苦笑する様がアップで映された。ちなみにメンバーは大学生である。演奏した楽曲は「さざんかの宿で」（なお当然ながら、大川栄策の曲「さざんかの宿」とは全く別の曲）。演奏終了後、審査員は苦笑の末しょうことなしにといった風で拍手していた。しかしいつもこの類いのバンドに対し辛口批評をする吉田が「ストラングラーズを彷彿とさせるベース。ギターも良い」と、意外にも気に入っていた様子であった。完奏を果たす。その後も解散することなくマイペースに活動を続けている。ベストボーカル賞、ベストキャラクター賞、ベストプレイヤー賞、平成2年だ!バカヤロー賞（大島渚）受賞。
HIP Q-BE (#4)
メンバーはVo.長浜一樹、G.ヤス、B.八木、Key.大竹。楽曲は「WILD & FUNKY WORLD」。歩行者天国バンドではBAKUやTHE FUSE、NEW DAYS NEWzらと並び人気度が高かった。完奏を果たす。解散後もKey.の大竹はユニット「eyelush」を結成、Vo.の長浜はソロライブを行っていた。
白玉楽団 (#5)
男女混合バンド。楽曲は「おまじない」。90秒の短い曲で完奏した。ベストコンセプト賞を受賞。
THE RANKERS (#6)
楽曲は「LOW DOWN GAMBLERS」。
WATERLOO (#7)
楽曲は「Escape Lovers」。完奏を果たす。80年代英国ロックの雰囲気漂うバンド。Vo.の大竹吉住は1993年にソロでパイオニアLDC（現・NBCユニバーサル・エンターテイメントジャパン）からメジャーデビューし、シングル2枚とアルバム2枚リリースした。
MOBY DICK (#8)
男女混合バンド。楽曲は「I GOT THE FIRE」。女性Vo.がサングラスを着用していたのが特徴だった。パーカッションをなめるなよ賞（村上 “ポンタ” 秀一）を受賞。
NIGHT FLIGHT (#9)
楽曲は「My Dear」。

##### 1月20日（マルコシアス・バンプ 第5週）
Sonic Zoom (#1)
ガールズハードロックバンド。楽曲は「CHASER」。
Re-SELVE (#2)
楽曲は「Dance With Boogie」。
KOOL KATS (#3)
楽曲は「WHISKEY CHOCOLATE」。
THE 家元 (#5)
長唄関係者で結成された“三味線FANKバンド”。メンバーはメインVo.将軍崇光（現・6代目杵屋勝四郎）、サイドVo.左近ウタマロ、三味線.三味線屋裕光（杵屋裕光）、Perc.鏡餅供之介、G.神楽坂Eフラット、B.桜錦之介、Dr.噺子屋太鼓侍、Key.亀屋萬現象。後にRap.アイク・ネルソンが加入。楽曲は「越後獅子」。1990年、ビクターレコード（現・JVCケンウッド・ビクターエンタテインメント）よりメジャーデビュー。シングル「花見踊り」はライフィックス（現・日医工）「かき麻呂」のCMソング（メンバーも出演）に起用された。
THE REBELS（レブルス） (#6)
楽曲は「Touch,Touch,Touch」。
AYA (#7)
男女混合バンド。楽曲は「ヒールのかかとでリズムきざんで」。完奏を果たす。
龍太郎&Noise Reduction (#8)
楽曲は「50ccライダー」。完奏を果たす。ボーカル&アコギ、ベース、ギターでドラムなしといった変則的な3ピースバンド。ベストボーカル賞を受賞。
THINK (#9)
楽曲は「HD-23」。打ち込みサウンドでワイプとなるも、ゲスト審査員であった戸川純から、ゲスト審査員特別賞「昔、玉姫様、結婚式は、玉姫殿賞」を受賞。
サラリーマンオールスターズ (#10)
男女混合バンド。「大手町午前3時」で完奏を果たす。全員同じ会社の会社員。作詞・作曲・ボーカルの太田はベストキャラクター賞を受賞。

##### 1月27日（キング不在 → Stone Crazy）
Picoダンス (#1)
楽曲は「∞百年」。完奏を果たす。
レイディアンス (#2)
楽曲は「Just The Same Way」。
渡辺雅美&勝手にしやがれ!! (#3)
武藤昭平がボーカルの勝手にしやがれとは別バンド。楽曲は「チャンス」。
Stone Crazy (#4)
一週目の楽曲は「Stone Magic」。マルコシアス・バンプがグランドキングになったため、チャレンジャー代わりに仮イカ天キングとして認定される。ちなみに二週目の楽曲は「Bumble Bee (ブンブン蜂)」で三週目は「Jump and Shout」、四週目は「If you Love Me Like You Say」。
KNOCK ME OUT '65 (#5)
楽曲は「キャラバン」。Vo.が不在の3ピースG.の演奏が特徴だった。
MIND GAMES (#6)
楽曲は「本気の幻」。G.の片平充、Vo.の清水邦元を中心に結成したガレージロック風のバンド。当時既にインディーズでCDをリリースしており、後の1992年にテイチクエンタテインメントからメジャーデビュー。
THE MAMMYS (#7)
楽曲は「かわいい声の女の子」。
TONINO AND KASSAJAN (#8)
楽曲は「O.T.」。メインVo.とツインVo.はジャンプするなど激しい動きを見せて熱唱した。
飲酒兄弟 (#9)
楽曲は「記憶喪失」。
WAX WORDS (#10)
男女混合バンド。楽曲は「1914」。
FUNKASTICK (#11)
1989年4月15日放送以来のエントリーナンバー11。楽曲は「Shake it」。キング不在となったことでその分放送時間が空いたことでの措置。完奏を果たす。

#### 2月

##### 2月3日（Stone Crazy 第1週）
たもつバンド (#1)
楽曲は「Ass Hole!!」。
VIVID MASTER JAM (#2)
男女混合バンド。楽曲は「Dancin' one the lie」。
GENORI (#3)
楽曲は「S君の手紙toペア」。
G・HEAVEN (#4)
エッチな格好をした女性バンド。楽曲は「Hell of south」。中島啓江から「すごい声だね、（ワイプされた理由が）なんでだろうね? メイクが悪かったからじゃない」とのコメント。萩原健太からは「ちょっとバタバタしてて完奏まではもう1歩」とのコメント。ラッシャー木村は「（エッチな格好に）まいったね。外は小雪混じりの天気なのに、ここはいい所だね」とコメント。その後も「まいったね」と何度も繰り返していた。
Darlin' Chickens (#6)
楽曲は「君の傘」。
CHINA CATS (#7)
楽曲は「冷たい風」。
FRANCOIZ (#8)
楽曲は「SPEAK JAPANESE OR DIE」。G.の2人は阪神タイガースのキャップを被って演奏していた。
ON (#9)
楽曲は「岡っ引きのバラード」。
STOMPS (#10)
楽曲は「チンプなラブロマンス」。

##### 2月10日（Stone Crazy 第2週）
ISM ISM (#1)
外国人バンド。楽曲は「FRIDAY NITE KISS」。
真黒毛ぼっくす（#2）
BUCK-TICK、SOFT BALLETらも輩出したインディーズレーベル・太陽レコードからも作品リリースした。楽曲は「ダイナマイト」。
えろちか (#3)
Vo.のあくび、G.の稲荷まことらが結成した名古屋出身の男女混合バンド。ナゴムレコードのオムニバスにも参加経験あり。楽曲は「秀松おしの」。
15 SAND (#5)
ガールズバンド。バンドの読みは「いちごさんど」であり、メンバーには石川智晶が在籍していた。後にメンバーを変更した後にSee-Sawとしてメジャーデビューを果たした。楽曲は「Romantic Hysteria」。
総務部Daijo Band (#6)
口紅を塗ったむさ苦しい中年男のダンサーを6人ほど従えて登場。審査員から「（ボーカルの声が）うるさい!」、「こういう歌い方するとのど潰しますよ。」等と言われる。楽曲は「頑張れ総務マン〜原宿ホコ天バージョン〜」。
ダイヤモンドメローナイツ (#7)
楽曲は「THE DARK END OF THE STREET」。
使用済みパンティーズ (#8)
男女混合バンド。女性ダンサー、タンバリンダが間奏中に踊りながらパンツを脱ぐパフォーマンスを披露（ただしロングスカート着用で下半身は見えず）。楽曲は「ぶよぶよ」。なお、タンバリンダは後に『進め!電波少年』（日本テレビ制作）の電波子15号となり、お笑いユニット「FOF」のメンバーとなり、現在タレントやオカルト評論家として活動している盛由子である。
BORDER (#9)
楽曲は「Far Away」。
ベイビー・ブラザーズ (#10)
楽曲は「SO WHAT」。メンバー2人のトランペットとSax.の演奏が特徴だった。

##### 2月17日（Stone Crazy → The BOOTS 第1週）
RAKKO=鯛 (#1)
ガールズバンド。楽曲は「フェーン現象」。演奏中にVo.やG.、B.が倒れるパフォーマンスを度々行った。
COSMETICS (#2)
外国人メインVo.と日本人G.兼Cho.からなる2ピースバンド。楽曲は「No No Girl」。
にわの薬局とコンドームス (#3)
「勉強嫌い! SEX大好き!」「やらせろ!」などとあまりにも内心を隠さない歌詞に三宅以下の出演者は驚き引いていた。バンド名の由来はメンバーの実家の店から。楽曲は「ノーマル (親愛なる両親にささげるナンバー)」。ワイプの餌食となった。
MAGIC MUSHROOM (#4)
楽曲は「MIS-AGE」。　
01-02 (#6)
楽曲は「仮面の微笑」。
KRAUS (#7)
ガールズバンド。楽曲は「Close Your Eyes」。
セネガルタムタム (#8)
男女混合バンド。楽曲は「バカヤロー」。
PINK VOX (#9)
楽曲は「Let's Dance」。
Gig-Shock Noise (#10)
楽曲は「Party」。

##### 2月24日（The BOOTS 第2週）
MUCK (#1)
楽曲は「RIDERS GUN」。Vo.は眼帯のようなものをして熱唱した。
グルーポ・リャマユ (#2)
南米アンデス地方の民族音楽、フォルクローレのバンド。アコースティック・ギター、チャランゴ、サンポーニャ、ボンボ(Vo.兼任)の四人で構成。楽曲「アモロッサ・パロミータ」で完奏。
THE HIP'S (#4)
楽曲は「信じられないぜ」。ベストボーカル賞を受賞。
ATOMIC BLUE (#5)
ガールズバンド。楽曲は「ROAD RIDER」。
OVERCUE (#6)
ボーカルよりコーラスの女性2人が楽曲の名前である「It's a Party! It's a Showtime!」を37回繰りかえしていて目立っていた。完奏はできなかった。
VELVERET (#7)
楽曲は「FRUSTRATION」。
ORCHESTRA BALLET (#8)
男女混合バンド。楽曲は「The Song For You」。
ラフカットダイアモンド (#9)
楽曲は「ユー・キャン・クライ」。
安泰ガバメンツ (#10)
楽曲は「Rush Hour」。在宅審査員賞を受賞。

#### 3月

##### 3月3日（The BOOTS 第3週）
GLAZZ (#1)
楽曲は「DEAD MEN」。
THE ADVENTURES (#2)
ザ・ベンチャーズのコピーバンドで曲名は「BULL DOG」。ベストコンセプトを受賞。
Jeanne D'Arc (#3)
ガールズバンド。楽曲は「KILL YOU」。
The Vintage (#4)
楽曲は「Violent Future」。Vo.の後ろにバックダンサーが2人いた。完奏を果たせず。
リベルス (#6)
群馬出身のスリーピースバンド。楽曲は「LET'S GO TO COWBOY」。ベストキャラクター賞を受賞。在宅審査員の投票があと1票あれば在宅審査員賞受賞だった。
cilio (#7)
ガールズバンド。楽曲は「Banana Moon」。
TAIL TO NOSE (#8)
楽曲は「TAKE CHANGE」。
REMAINS (#9)
男女混合バンド。楽曲は「リメインズ」。完奏を果たせず。
THE MORE (#10)
楽曲は「Don't Worry Baby」。演奏の最後の方でギターを壊すパフォーマンスを披露。しかし、ボディ側を持ってヘッドを叩きつける壊し方をしたため、吉田から「ネックのほうを持って、もっと思い切りやらなきゃ格好悪い」と、演奏ではなく異例の「ギターの壊し方」のアドバイスを受けた。

##### 3月10日（The BOOTS 第4週）
TIME QUAKE (#1)
楽曲は「Soul Roll」。
JUNK ART (#2)
楽曲は「夢見るアナリスト」。かつてメジャーデビュー寸前とも言われながら解散した、九州の大物バンド・モダンドールズの元メンバーを中心に結成された。
Sissy Boy (#3)
ガールズバンド。楽曲は「BAD MAMA JAM」。
ピストンクラブ (#4)
男女混合のトランペットやチューバなどの演奏を中心としたバンド。メンバーの大半はタキシードを着用していた。楽曲は「10番街の殺人」。
G/Zacart (#5)
読み方は「ガル・ザカート」。岩手県出身の高校生バンド。若さに比してセンスが良かった。楽曲は「BLUE」。ボーカルは元Moon Child、現Scriptの佐々木収（ササキオサム）。
Kû'S MATE (#7)
男女混合バンド。楽曲は「Lilipat」。女性Vo.の左目に負傷したかのように包帯が施していた事が特徴だった。
TRIO The HUSTLE (#8)
楽曲は「Swing」。
ロマンチカ (#9)
楽曲は「極楽とんぼ」。
GANJA (#10)
楽曲は「RASTA」。完奏を果たす。迫力ある歌い方をする女性ボーカリストを中心とする4人編成のバンド。ベストボーカル賞、湯川れい子賞、在宅審査員賞受賞。Vo.の吉越由美は1993年にポリドールよりPLANET EARTHのメンバーとしてメジャーデビュー。2001年にはSYSTEM-Bのメンバーの一人として『爆転シュート ベイブレード』の主題歌を担当するなどの活躍をしている。

##### 3月24日（The BOOTS → RAMBLE-FISH 第1週）
Jail Satisfied (#1)
楽曲は「Na,Na,Na,Na,Na」。完奏を果たす。
WAYA! (#2)
男女混合バンド。楽曲は「ギャンブラー」。完奏を果たせず。
the CASINOS (#3)
楽曲は「チャールズ・ハルディン・ホリーの悲劇」。Vo./AG.は長畠善次（現・ナガハタゼンジ）であり、B.の長畠博一は善次の実弟であった。またG.の大高知晃（現・大高ジャッキー）は後にSUPER STUPIDのメンバーとして1994年にメジャーデビューを果たし、Dr.の恒岡章はHi-STANDARDの創設メンバーでもあった。完奏を果たす。
F｡E｡W｡ (#4)
楽曲は「PSYCHEDELIC DEAM」。完奏を果たす。
WILD DOGS (#5)
男女混合バンドで、Dr.のみ女性だった。楽曲は「ハートに火をつけて」。完奏を果たす。
コウダツネヒロ (#6)
その名の通り、グループではなく個人の出場。楽曲は「チャーリー」。完奏を果たす。
RUDE BOY (#7)
楽曲は「A DREAM WAY TO MY HOME」。
MARBLES (#8)
男女混合バンド。男性G.兼サイドVo.は顔に黒塗りを施していた。楽曲は「Big Nature」。完奏を果たす。
SPLASH DUNNY (#9)
楽曲は「Don't take it a mis crazy」。完奏を果たす。

##### 3月31日（RAMBLE-FISH 第2週）
CARRIE (#1)
楽曲は「MERRY-GO-ROUND」。完奏を果たす。
ARIGA-党 (#2)
楽曲は「ONE NIGHT LOVER」。完奏を果たせず。
緒々田健一 with BORDER (#3)
楽曲は「ハートに火をつけて」。完奏を果たす。
Teachers (#4)
男女混合バンド。楽曲は「先生ブギ」。完奏を果たせず。
楽団:魅惑の羽衣 (#5)
男女混合バンド。楽曲は「ブギ・ウギ・チュー・チュー・トレイン」。トランペットの演奏が特徴的だった。完奏を果たす。
Rowdy Strayts (#6)
楽曲は「MIDNIGHT ALLEYS」。
Over Night Sensation (#7)
ガールズバンド。楽曲は「Jazz Baby」。完奏を果たせず。
BEINEIX's（べネックス） (#8)
楽曲は「独り遊び」。
Moonlight Kids (#10)
楽曲は「Tokyo street」。完奏を果たせず。

#### 4月

##### 4月7日（RAMBLE-FISH 第3週）
宿愚連若衆艶姿 (#1)
新審査員体制になってから最初のバンド。「やさぐれわかしゅうあですがた」と読む。黒いダボシャツに雪駄履き、金髪リーゼントという不良風の出で立ちで「宿愚連若衆艶姿〜!!」と絶叫し注目を集めた。楽曲はエディ・コクランの「サマータイム・ブルース」をザ・フーのヴァージョンでコピーしたものだった。
THE BEATBOX (#2)
詳細不明。
よりあい (#3)
詳細不明。
(九州)ASH (#4)
楽曲は「スタンディン・アップ」。1989年11月4日放送分に出演したバンド『ASH』とは別のバンド。赤ランプを点けた審査員が演奏前に歌詞を一通り読んでしまい、そこで早くも判断を下され15秒でワイプされてしまう。後に熊本ASHと改名し、関連イベントで一曲を演奏した。これは関係者のお詫びの気持ちを表した措置と言われる。メンバーには緒方豊和が在籍しており、後にCRAZEを経て現在はソロ活動中。
THE SECRET (#5)
ボーカルが早口で歌い出したら一気に6つ赤ランプが点いて、演奏時間が53秒しかもたなかった。
THE FAVOURITES (#7)
詳細不明。
WHITE (#9)
詳細不明。
TISSUES (#10)
詳細不明。

##### 4月14日（RAMBLE-FISH → LITTLE CREATURES 第1週）
THE★PEPPER MINTS (#1)
詳細不明。
テクノ助&テク太郎 (#2)
楽曲は「恐怖のすみれ荘」。完奏を果たす。
FLOWER WORLD (#3)
詳細不明。
JUNGLE (#4)
楽曲は「マイ・ライフ・アズ・ア・ドッグ」。完奏を果たしベストボーカル賞、在宅審査員賞を受賞。
THE GATTS'N BROTHERS (#6)
詳細不明。
ジンバブエ宗教集団 (#7)
詳細不明。
近見利幸 & THE DAD (#8)
詳細不明。
HIDE（ハイド）(#9)
楽曲は広島の原爆投下をテーマにした「Remember Once Again」。完奏を果たすがPANTAから「ファッションで原爆を歌うなよ」と批判されるもボーカルが広島出身であることを明かすと態度を変え一定の評価をするも「衣装で損をしている」と苦言を呈していた。
OH YEAH! (#10)
詳細不明。

##### 4月21日（LITTLE CREATURES 第2週）
爆裂 THE Head AchE (#1)
詳細不明。
YIPE! (#2)
詳細不明。
メイビーブルースバンド (#3)
詳細不明。
NO-ONLY (#4)
詳細不明。
神むい (#5)
赤ランプを点けながらもPANTAが顔を上げられない位笑っていた。赤ランプ4つ点きワイプ。ベストキャラクター賞受賞。
VAN VEEN (#7)
詳細不明。
BLACK TWINS (#8)
詳細不明。
AFTER (#9)
詳細不明。
THE BEE (#10)
イカ天出場を最後に解散を決め、最後の記念にイカ天キングになりたいとのこと。完奏したが、斉藤ノブだけ赤ランプを点けた。斉藤は「最後の記念として押しました。（感情入れすぎで）くさい。」とのコメント。

##### 4月28日（LITTLE CREATURES 第3週）
射夢 (#1)
美形のボーカルが印象的なビジュアル系パンクバンド。ボーカルのHUMINORI TOKUNAGAは、元・松山出身のパンクバンド「餓鬼道」のギタリスト。
Loo see〜 (#2)
白浜久賞を受賞。
正直ROCKS (#3)
真面目なのにどこか奇妙な空気のポップロックバンド。完奏を果たす。
WIRED (#4)
ハイトーンボイスのボーカルとドライブ感のあるハードロックバンド。ギターとベースの音がよいと審査員からのコメント。
びっくり¥A（ビックリヤ） (#6)
ドラム兼ボーカルがベストプレーヤー賞受賞。
武井文哉 (#7)
その名の通り、グループではなく個人での出場。
ナムチェバザール (#8)
楽曲は「シンボル・ソング」。全員がサイバーなガスマスクをつけ、アコースティック+インド楽器という変則的な編成にシャウト系ボーカルというオタクなスタイルで完奏。インド楽器を大々的に取り入れながらのロック調楽曲が審査員の間で議論を呼んだ。後にクラウンよりデビュー。
BADLAND (#9)
斉藤ノブと相沢行夫がボーカルを絶賛。リズムや歯切れがよく、骨太ロックに合いそうなボーカルスタイル。ベストボーカル賞を受賞。
THE WOODY SOUL (#10)
「君たちみたいなタイプのバンドは上手くないと許されないと思うんだけど、それにしては上手くなかった」と白浜久のコメント。斉藤ノブは赤ランプ点けながらも「歌はいい感じ」とコメント。鳴瀬喜博が復活ランプを点けた。

#### 5月

##### 5月5日（LITTLE CREATURES 第4週）
RENDEZ・VOUS (#1)
Vo.のストッキングの伝線を、審査員の青島美幸に指摘されていた。
黒丸 (#2)
Wネックのベースが好評だった。
春待ちファミリーバンド (#4)
神戸出身のジャグ・バンド。結成は1978年。
ATRANSIA (#5)
詳細不明。
電撃SHOCKERS (#6)
詳細不明。
ザ・レアー (#7)
詳細不明。
THE VELVETS (#8)
詳細不明。
王様バンド (#9)
詳細不明。

##### 5月12日（LITTLE CREATURES 第5週）
シルエット (#1)
Vo.が「西城秀樹の物まねをしていた頃の川崎麻世に似ている」と言われた。
THE GAMBLER (#2)
詳細不明。
ぷりおくん (#4)
G.が“女の子座り”でギターソロを弾き、ベストプレーヤー賞を受賞。
REMAINS (#5)
栄えある初代チャレンジャー「The Golden Eggs」がバンド名と曲調を変えて再チャレンジしたバンド。
あきちゃん (#6)
詳細不明。
極東プロジェクト (#7)
詳細不明。
KNIGHT (#8)
詳細不明。
オシャカ (#9)
都内ライブハウスで活動。
忍サンダーロード (#10)
詳細不明。

##### 5月19日（SOLID BOND 仮→第1週）
BA-TSU (#1)
詳細不明。
ミンカパノピカ (#3)
男女3人組、男性ボーカルの異色の編成の関西出身のテクノポップ系バンド。メンバーはVo./G.エイジ、Dr.ガン、Key.ミユキ。ベースは幾度か変更。ナゴムレコードオムニバスにも参加経験あり。メンバーの変遷を経て2019年現在も活動している。
LIP BANG CLUB (#4)
詳細不明。
坊さんバックスピン (#5)
メンバー全員が現役の僧侶から構成されたバンド。当初、単純に「坊さんバンド」でエントリーされかけたが、メンバーの要望で「〜バックスピン」に変更された。自前の僧衣を着用して演奏。楽曲は「I'm so tired」。ボーカルがトロンボーンも兼任していたことも特徴。歌詞の英語部分「I'm so tired（アイムソータイヤード）」のお経を読むかのようなカタカナ読みそのままの歌い方は語り草となっている。審査員からは「バチがあたりそうで怖くて赤ランプつけられない」と評され、見事完奏となった。
Hysteric Organ (#6)
完奏を果たす。
メロンパン (#7)
詳細不明。
チョコレート・パフェ・プロジェクト (#8)
ドラム、ベース、キーボード&ヴォーカルの男女混合バンド。神奈川大学の学生。演奏曲は「きみがぼくを呼んでいる」
AXEL (#9)
メンバーの一人が『3年B組金八先生』の生徒役として出演していたことがある。
無一文 (#10)
詳細不明。

##### 5月26日（LANPA 第1週）
会長バンド (#1)
詳細不明。
THE ROWL (#2)
詳細不明。
あっ!ビートルズ (#3)
名前通り、ビートルズのコピーバンド。『ドント・レット・ミー・ダウン』を演奏。メンバーはそれぞれ“ハゲ・レノン”、“ポール・マッカナウソ”、“ジョージ・ハリセン”、“リンゴ・スターキング”と名乗っていた。
迦楼羅 (#4)
詳細不明。
TAI SHO & (#5)
詳細不明。
P.R.O（パワー・リズム・オペレーター） (#7)
楽曲は「ハレルヤ」。
VEA×BLOW (#8)
詳細不明。
SIL≡NC≡ B≡AT (#9)
読み方は「サイレンスビート」。楽曲は「Baby小悪魔のように」。

#### 6月

##### 6月2日（LANPA 第2週）
ZIP (#1)
楽曲は「ハードスケジュール」。完奏を果たす。その後は解散したが、2014年に再結成し活動を再開している。
THE SPANISH HARLEM (#2)
詳細不明。
SLEEPING REGS (#3)
詳細不明。
ザ・ラバーズ (#4)
詳細不明。
Hippopo & Tamus (#5)
詳細不明。
MASOCH (#7)
詳細不明。
みち (#9)
完奏を果たせず。
Gypsy's Wild (#10)
詳細不明。

##### 6月9日（LANPA 第3週）
LALYA (#1)
詳細不明。
*04DD (#2)
「ゼロフォーディーディー」と読む。正式な表記は『D』の2文字目の方が逆の字形。楽曲は「Strange plan」。完奏を果たす。
フォークゲリラ (#3)
完奏を果たせず。
LEGEND (#4)
詳細不明。
のさん（Northań） (#5)
楽曲は「Babylon daybreak」。完奏を果たす。
THE WALKIN' WALKERS (#7)
詳細不明。
P-Position (#8)
詳細不明。
Pineapple (#9)
詳細不明。
THIRD (#10)
詳細不明。

##### 6月16日（LANPA 第4週）
LONDON (#1)
詳細不明。
STAX (#2)
Vo.は堀内圭三であった。
MATADOR (#3)
詳細不明。
Backstreet Boys (#4)
詳細不明。
タラコTWIN (#7)
ピンク・レディーの「S・O・S」の替え歌で「包茎ボーイ」という歌を歌うが、47秒でワイプ。
ザ・ラヴァーソウル (#8)
詳細不明。
THE Pex (#9)
詳細不明。
カマンベール (#10)
詳細不明。

##### 6月30日（LANPA → 悪名エレキショー 第1週）
一触即発 (#1)
完奏を果たせず。
STEPPIN' LOOSE (#2)
楽曲は「こんなもんじゃねぇ」。完奏を果たす。
たけのうちカルテット (#3)
楽曲は「憧憬」。プログレ系バンド。『HiHiHi』（RKB毎日放送）の2代目メインパーソナリティとしても知られる足達ヒデヤ（現・安達ひでや、チンドン屋「アダチ宣伝社」の社長）がボーカルだった。たまとも親交があったという。
ギャルロスとしやandエスターヒロミ (#4)
詳細不明。
KOSS (#5)
楽曲は「Thrill」。番組出演から2年後解散。Vo.の菊田一郎はバンド解散後、作曲家やアレンジャーとして活躍。B.の泉雅人は斉藤和義のツアーメンバーとして活躍。
Tres (#7)
詳細不明。
Blueberry eyes (#8)
詳細不明。
フォークモンキーズ (#9)
スタジオ内での態度が悪く司会者から嫌がられる始末。完奏目前に赤ランプ全部付いてしまい、審査員からバカにされたほどの屈辱のワイプを受けた。

#### 7月

##### 7月21日（悪名エレキショー → ジョリーロジャー 第1週）
ARO (#1)
詳細不明。
植DAND (#2)
詳細不明。
黄金の左 (#3)
詳細不明。
〔Màrméid Vivid〕 (#4)
Vo.のミーナを中心とした男女混合バンド。水森亜土を連想させる歌声で完奏を果たす。後に東芝EMI（後のEMIミュージック・ジャパン）からメジャーデビューを果たし、シングル及びアルバム各1枚リリースした。シングル「私の為に」は、1991年公開の映画「あさってDANCE」の主題歌に起用された。
Shakespeare (#5)
詳細不明。
風が強い日 (#6)
詳細不明。
ミクレイン (#7)
詳細不明。
ja (#9)
詳細不明。
SHA-CHI (#10)
詳細不明。

##### 7月28日（ジョリーロジャー → COLLAGE 第1週）
練馬マッチョマン (#1)
1989年に元ANTHEMの坂本英三によって結成されたロックバンド。1994年に活動休止するも、メンバーチェンジを経て復活と休止を繰り返している。坂本は1997年にアニメタルで一般的知名度を上げた。
エジプト文明S (#2)
詳細不明。
ファミリー・フレッシュ (#3)
詳細不明。
Velle WITCH (#4)
詳細不明。
Gueen (#5)
クイーンのコピーバンドで、楽曲は「伝説のチャンピオン」のカバー。Vo.波多江"フレディ"良徳を中心とした趣味の宴会バンドとしてスタートし、遊びのつもりで出場したが、完奏、審査員特別賞を受賞した。ちなみに他のメンバーはG.井口慎也、B.山田サトシであり、サポートメンバーとしてKey.竹中"モーガン"敬一、G.スパイク山田（山田ひろし）、Dr.松本淳である。後に各メンバーはソロでプロデビューし、Vo.の波多江は後にpop'n music等の歌唱を務めた。1991年にクイーンのメンバーであるフレディ・マーキュリーが死去した際に寄付を行った。現在も活動中。
小山田徹男 (#7)
その名の通り、グループではなく個人での出場。
コロボックルズ (#8)
詳細不明。
KID-VOX (#9)
詳細不明。
THE R♂♀let's (#10)
詳細不明。

#### 8月

##### 8月4日（COLLAGE → BLANKEY JET CITY 第1週）
バッキンガム宮殿 (#1)
アマチュアバンドベスト10では常にランクインしており、視聴者からの人気度は高かった。ベストプレイヤー賞を受賞。メンバーには千葉大輔が在籍しており、解散後にソロデビューを果たした。2009年に再結成。
RANDY (#2)
詳細不明。
THE BEAISH (#3)
詳細不明。
WHO'S WHO (#4)
詳細不明。
BADGE-X (#6)
新潟県燕市出身のバンド。イカ天出場後も都内のライブハウスを中心にインディーズで活動を継続している。アマチュアバンドベスト10でもランクインされた事もあり、視聴者からの人気度も高かった。
THE RAM (#7)
詳細不明。
江村健 (#8)
その名の通りグループではなく個人での出場。
Malt words (#9)
宇都宮で活動していた大道芸バンド。メンバーはVo/G.丸ちゃん、B/Cho.諏訪ちゃん、Perc/Cho.野澤、Perc/Cho.茶太郎。コンガ、カバサ、アコギ、ベースで編成された4人組バンド。ギリギリのところで何とか無事完奏した。
あか (#10)
詳細不明。

##### 8月11日（BLANKEY JET CITY 第2週）
Johnny Bit Harders (#1)
詳細不明。
わんぱくこぞう本部 (#2)
詳細不明。
BLUE BOY'S (#3)
詳細不明。
TθKYθ FLθWERS (#4)
読み方は「トウキョウフラワーズ」。
レプリカント (#6)
詳細不明。
TRACI (#7)
ボーカルが女装で登場。「演奏はすごく良かったんだよね、迫力あって。でも歌が弱いんだよね」と審査員から言われて完奏できなかった。
砂場 (#8)
ボーカルはモダンチョキチョキズ加入以前の濱田マリ。登場時のナレーションでは「こんな名前ですがそば屋さんじゃありません」とコールされる。インタビューで、好きな言葉は「うっちゃり」「前みつ」、目標を「自給自足の生活」「森の動物たちに演奏を聴いてもらう」と答えていた。演奏曲は「すごろく」。完奏を果たす。
ブラウス (#9)
詳細不明。
20TH CENTURY BOYZ (#10)
詳細不明。

##### 8月18日（BLANKEY JET CITY 第3週）
GIL MESSIAH (#2)
大阪出身の4人組ハードロックガールズバンド。女性ミュージシャンが出演するNAONのYAONに出場経験があった。楽曲は「Silly Boy Tonight」。完奏を果たす。
パンドラの匣 (#3)
楽曲は「Infatuation」。完奏を果たす。
Little Fish (#4)
楽曲は「僕は鉄腕アトム」。完奏を果たせず。
GAP (#5)
楽曲は「シャッターチャンス」。完奏を果たす。
ビコーズ (#6)
バンド名は「ビートルズ」のもじり。楽曲は「あの娘になら大丈夫」。完奏を果たす。
BA-RA-VA-LA (#8)
メンバーはVo.イクオさん、G.YANZY、B.HIDE、Dr.BOB。ボーカルはボディスーツを着用。楽曲は「グッドモーニングショウであいましょう」。赤ランプ5つでワイプの餌食となるが、後にアマチュアバンド投票1位をとる。後にインディーズレーベルであるフリーウィルから1枚のアルバムをリリースした。
LOO〔Lu:〕(#9)
3人組バンドだが、スタジオにはVo.のみ登場。残りのメンバーは出張のため出演せず。楽曲は「ヒブノタイズ〜催眠奏」。完奏を果たせず。
DARUMA (#10)
楽曲は「あんたのせいだ」。完奏を果たす。

##### 8月25日（BLANKEY JET CITY 第4週）
AIDS (#1)
BSヤングバトルに出場経験があった岡山県出身のバンド。イカ天出場後東京に活動拠点を移すが、過激な演出により都内のライブハウスのほとんどを出禁となった逸話がある。後にインディーズレーベルである殺害塩化ビニールからシングル、アルバムをリリースしている。
PETERPANKS (#2)
詳細不明。
DOWN-UP (#3)
北海道で活躍していたバンド。当時北海道のアマチュアバンド大会では、「出場すれば優勝」と言われていた。楽曲は「ライバル」。完奏してベストプレーヤー賞を受賞したが、ウェザーコックスに競り負けチャレンジャー賞の座を逃した。
RADIO-PICTURE (#4)
詳細不明。
CONTORTIONS (#5)
詳細不明。
The Jesuit (#6)
詳細不明。
築山卓&今竜夢 (#8)
詳細不明。
A.V Mortion (#9)
詳細不明。
Sweet (#10)
詳細不明。

#### 9月

##### 9月8日（BLANKEY JET CITY 第5週）
スローランニングバンド (#1)
詳細不明。
バンキッド (#2)
詳細不明。
KENT (#3)
楽曲は「Jordan's River」。1968年結成であり当初は男女混合バンドだった。数年後にメンバーチェンジを行い、その後解散し2000年にはVo.の大須賀が逝去するが、現在も活動中。
博多よしこいばんど (#4)
詳細不明。
貴族 (#5)
詳細不明。
CRAZY DIAMONDS (#7)
詳細不明。
とびやまみさ (#8)
その名の通り、グループではなく個人での出場。
MARVEL-II (#9)
詳細不明。
SENSATION (#10)
詳細不明。

##### 9月15日（キング不在 → P-MACHINE）
ミラクルクッキーズ (#2)
詳細不明。
人民公社まんげるず (#3)
詳細不明。
ルーシー (#4)
詳細不明。
BLUE HALLOWEEN (#5)
詳細不明。
DE NIRO COMPLEX (#6)
詳細不明。
LOVERS HOLIDAY (#7)
詳細不明。
R◎ummy (#8)
正式表記は◎の下に芽と根のような表記になっており、根のようなものはuからyの下線の部分まで広がっている。
ガルピス子ども劇場 (#9)
詳細不明。
P-MACHINE (#10)
BLANKEY JET CITYがグランドキングになったため、チャレンジャー代わりに仮イカ天キングとなった。

##### 9月22日（P-MACHINE → PANIC IN THE ZU: 第1週）
FALSE CHANGE (#1)
詳細不明。
JAIL BIRDS (#2)
詳細不明。
Bellets the Cat (#3)
詳細不明。
GAUCH! (#4)
ボーカルが杉山清貴を思わせる様なシャープなボーカルスタイル。田中一郎からは「あごを引いて歌っているのが好感がもてる」と言われる。西城秀樹からは「（出てきた時と演奏のギャップがあった為）見た目で判断しちゃいけないんだな」と言われる。1993年にアポロン（バンダイ・ミュージックエンタテインメントの音楽レーベル）からメジャーデビューを果たした。
ROCK-A-BILLY (#6)
ベストキャラクター賞を受賞。
REBELS (#7)
詳細不明。
AC TOY BOX (#8)
詳細不明。
破戒 (#9)
詳細不明。
BACK-BORN (#10)
44MAGNUMのローディで元MEDIAのギタリスト木村幸司が在籍していたロックバンド。

##### 9月29日（PANIC IN THE ZU: 第2週）
SCREW DRIVER (#1)
詳細不明。
FAUST (#2)
詳細不明。
Fits (#4)
詳細不明。
しあわせ (#5)
特別審査員賞を受賞。
COOL CATS (#6)
詳細不明。
極楽バロン (#7)
詳細不明。
PIGGY BACK (#8)
女性ボーカル兼キーボード、ベース、ドラムによる3ピースバンド。リズム隊の二人は高く評価されている一方でボーカルの声質に関して高く評価する鳴瀬喜博と酷評する斎藤ノブとの間で意見が分かれていた。
ネオサイキックチューン (#9)
詳細不明。
モルトワーズ (#10)
詳細不明。

#### 10月

##### 10月6日（PANIC IN THE ZU: 第3週）
北摂Dynamite House (#1)
メンバー全員が大阪出身。楽曲は「It's All Right」。ベストボーカル賞を受賞。
OZZxxx (#2)
男女混合4人組バンド。楽器は「Just a boy friend」。登場後に女性Vo.は街中では容貌で男性に間違われる事があった事が紹介された。完奏を果たせず。
ドリル (#3)
登場時にメンバーの一人がギターの玩具を首からぶら下げて登場した。楽曲は「地獄」。ベストキャラクター賞を受賞。
バイブレーター (#4)
完奏を果たせず。
The Bricks (#5)
HOPPY神山賞、そうる透賞を受賞。
MODEL (#7)
長崎出身で当時最年少出場の高校生バンド。楽曲は「長い夜のロマンス」。ベストプレーヤー賞を受賞。
ザ・ブルーデイズ (#8)
楽曲は「なんて さびしい人たちばかりさ」。完奏を果たす。
ザ・ブローニュ (#9)
「FRIDAY」誌にも紹介される。楽曲は「月光少年」。完奏を果たす。
THE HAPPY HEADS (#10)
詳細不明。

##### 10月20日（PANIC IN THE ZU: 第4週）
big nose man (#1)
ナイスガイな4人組。ザ・グルマルキンや少年倶楽部（現・スキップカウズ）などと交流が深く、原宿ホコ天や都内ライブハウスを中心に活動。Vo.の久保田光広が脱退したことによりバンド活動は休止となる。G.の武藤星児は編曲家として多数活躍している。2022年12月には下北沢251にてホコ天時代の友人バンドスキップカウズと一緒に30年ぶりに復活LIVEを行った。
まめ女 (#3)
イカ天休止が発表された日に登場。そのキャラクターに三宅から「もっと早く出てればイカ天を休止しないですんだのに!」と言われる。
BIG RIVER (#4)
詳細不明。
THE WILD TURKEY (#5)
特別審査員賞を受賞。
INA (#6)
福岡生まれ福岡育ちの会社員の二人組。浴衣姿に団扇を手に登場。演奏中は電飾の衣装。シュールな曲調（曲名はBanana Express）。李泰栄賞を獲得。
真珠楼 (#7)
詳細不明。
Power fool (#8)
詳細不明。
イーペーコーにしろよ (#9)
詳細不明。
リビドー (#10)
詳細不明。

##### 10月27日（PANIC IN THE ZU: 第5週）
No-One's (#1)
完奏を果たせず。
Zothiquέ (#2)
詳細不明。
中野太朗グループ (#3)
ベストボーカル賞受賞。メンバーはVo/G.中野太朗、B/Cho.クロサワミツオ、Dr.服部康博。
新撰組 (#4)
ベストプレーヤー賞受賞。
DEJAVE (#5)
詳細不明。
TO BE CONTINUE! (#6)
完奏を果たせず。
les／ (#8)
詳細不明。
とりけらとぷす (#9)
3人組ガールズバンド。楽曲は「もっと」。演奏開始から59秒後にワイプの餌食となったが、その後復活ランプが点灯した。しかし、再度ワイプされ再度復活ランプが点灯したものの完奏は果たせなかった。
ラッキィズ (#10)
楽曲は「月影」。審査員特別賞（スージーキム賞）を受賞。メンバーはVo/G.三田もとき、G/Cho.タナカアツシ、B.モーリ高森。三田は現在「うずまき」で、タナカは現在奄美シマ唄の唄者となり、「マブリ」と「THEワレンキャ」にて活動中。

#### 11月

##### 11月3日（キング不在 → GLU）
沙牙 (#1)
詳細不明。
GLU (#2)
PANIC IN THE ZU:がグランドキングになったため、チャレンジャー代わりに仮イカ天キングに認定された。
CRAZY ROBOTS (#3)
完奏はしたが、3分経ってから田中一郎が赤ランプ点けた上での完奏。よくあるロカビリーと評された。もう1人赤ランプを点けた斉藤ノブは「リバーブ掛けすぎ」とのコメント。
青巻紙 (#4)
詳細不明。
東京ダイナマイト倶楽部 (#5)
歌謡ロックと主張するが、かなり歌謡曲っぽいせいか完奏はできなかった。
Bonnie Duck!? (#6)
コミック系ごった煮バンド。1992年にトイズファクトリーからメジャーデビュー。メンバーにはお笑いコンビサービスパンダ（現在は解散）の飯田ヒロシが在籍していた。シングル「シャイなしりとりBoy」は、深夜で放送されていたビデオゲームバラエティ番組『The Game City』（テレビ朝日制作）のエンディングテーマソングに起用された。またG.の森本"社長"明人ら2人は解散後にElectric Eel Shockを結成した。楽曲は「C.I.A.」。
〔De Ja Vu Sapporo〕 (#7)
詳細不明。
The Rea↑ Wh♂my (#8)
詳細不明。
星観る人 (#9)
ゲームミュージックの作曲家として知られるベーシストのキノコこと国本剛章が在籍した男女混合バンド。当時インディーズでCDをリリースしており、国本は後にソロデビューを果たした。
The Dear Maria (#10)
詳細不明。

##### 11月10日（GLU 第1週）
PICK Ⓐ DON'T （ピカード） (#1)
「弱いところはあるけど姿勢は好き」と田中一郎から総評でこの回の代表的扱いを受ける。
AFTER MATH (#2)
詳細不明。
Big-G (#3)
デュオユニット。ボーカルの後藤がベストボーカル賞、井上鑑賞を受賞した。
HOT Lips (#4)
詳細不明。
総武線本部 (#5)
キーボードに「ローランド」とカタカナで手書きしたステッカーを貼っていたことがデーブ・スペクターに受け、キーボードの浅尾がベストキャラクター賞を受賞した。
Franzy (#7)
詳細不明。
STREET KIDZZ (#8)
ジャンルはBLACK。楽曲は「Spend Lover」。完奏を果たす。イントロの演奏が評価され、Dr.の北村がベストプレイヤー賞を受賞。
ラヴ・カメレオンズ (#9)
メンバーはVo.萩原或人、G.渡辺ヒサオ、B.白浜ケンジ、Dr.三上信太郎。楽曲は「偉大なるエゴイストの憂鬱」。アマチュアバンドベスト10にランクインされた事もあり、視聴者からの人気度も高かった。
RO-JET (#10)
TARAKOに「ガキ大将みたい」と褒められTARAKO賞を受賞。

##### 11月17日（GLU 第2週）
THE BACKIN’ GAM’S (#1)
詳細不明。
No Merit (#2)
詳細不明。
Pink Purple (#3)
ショッキングなキャラクターが多くの審査員からベストキャラクター賞に推されるも余りに推されたことから青島みゆきがへそを曲げ受賞ならず。
かつどん (#4)
富山からやってきた三人組。自らのサウンドを「ますずしビート」と称していた。ベーシストが金持ちの息子で自宅に20畳のスタジオを持っているということで、三宅がその話を聞いて激昂、「なんでスタジオ持ってんだよ」「お金持ちだから」「じゃ、誰が作ったんだよ？」「業者さんが」というヒトを食った会話がアダとなったのか、完奏できず。なぜかドラマーの福助は当日のベストプレイヤー賞。バンドとしてもベストキャラクター賞を受賞した。楽曲は「KNOCK OUT BOY」。
シーラカンス (#5)
詳細不明。
Virtual Reality (#6)
詳細不明。
東京いいきもち (#7)
詳細不明。
Deliesa (#8)
詳細不明。
RAY (#9)
詳細不明。
Juice Party (#10)
詳細不明。

##### 11月24日（GLU 第3週）
RED CROSS (#1)
詳細不明。
B.B.R. (#3)
ベストキャラクター賞を受賞。スーパーマーケットと共にチャレンジャー候補だった。
RIGHTS (#4)
ガールズバンド。ベストプレーヤー賞を受賞。
ゼブラゾーン (#5)
HOPPY神山賞を受賞。
Babooshca（バブーシュカ） (#6)
男女混合バンド。ベストボーカル賞を受賞。
D-fan (#7)
詳細不明。
GLAY (#8)
函館出身の5人組バンド。曲は「無限のdejya vu」。メンバーの久保が「安全はみんなを守る思いやり」という標語で賞をもらったことを暴露される。完奏一歩手前の2分40秒でワイプに。「結構毒がありそうだと思ったのに毒がなくてがっかりした」「ギター一本で始まるとかアイデアはあるんだけど落差がない」と審査員からアドバイスされた。その後Xのhideに見出されYOSHIKIが自レーベルよりデビューさせ、メンバーチェンジを経て日本を代表するバンドへと成長していった。
チキンスキンフリーキー (#9)
森雪之丞賞を受賞。
GIRL (#10)
岡山出身のバンド。バンド名とは対照的にメンバーは全員男性であり、Dr.の名前はGAKUだった。楽曲は「OPEN ARMS」。完奏を果たす。

#### 12月

##### 12月8日（GLU 第4週）
FUGA (#1)
昭和のアイドルのような衣装を着用した四人組。全員がボーカルを取り、揃って歌がうまい。登場時には神の導きにより四人のボーカリストが集結とナレーションされ、自分たちでもその設定に基づいたトークを展開するも適当に受け答えしていたため会話が行き詰まり、三宅にツッコミを入れられた。楽曲は「君の微笑みは誰かのために」。後半に見せ場を持ってくる構成が評価されて完奏を果たす。しかし衣装の安っぽさに注文がつけられた。
ザ・ヘルスセンターズ (#2)
関西出身の7人と盛岡出身1人の8人組バンド。上方漫才のノリを取り込んだ楽曲は「大阪名物チューチューブギ」。登場していきなり相原に「おかしい」と言われた。完奏。ベストボーカル賞受賞。音楽とお笑いの融合を目指し、娯楽の殿堂ヘルスセンターズと命名した。全員音楽を始めた動機が変わっていた。
Le Ciel De（ルシェルド） (#3)
静岡県掛川出身の5人組のバンド。バンド名は地元の喫茶店から取られている。Vo.はプロになりたい動機を「郷ひろみのようになりたいから」と語っており、歌い方も似せていた。G.の渡辺はスティーブと名乗っていたが、「ストーブみたいな顔をしている」と三宅に突っ込まれ声を上げていた。さらにはバンドのことを「楽団」と呼ばれるのを快く思っていないということを語ったところ、さらに突っ込みをいれられた。Key.の女性は銀行の受付嬢だった。楽曲は「Future Lover」で完奏を果たす。テクニックや迫力、ショーアップした外見は評価されるも歌詞や歌い方に注文がついた。森雪之丞賞（ジュワッチ賞）を受賞。
LINDA JAIL (#4)
詳細不明。
カマボッコンズ (#5)
詳細不明。
SMILE KINGS (#7)
詳細不明。
Green Feels (#8)
正式表記は「Feels」の三文字目のeが第一線下がっている。
THE GEIL (#9)
詳細不明。
THE DANG (#10)
詳細不明。

##### 12月15日（GLU → EDITION DELUXE 第1週）
DOPE TECHNICS (#1)
詳細不明。
THE LEATHERS (#2)
詳細不明。
WENDY (#3)
4人組のガールズメタルバンド。メンバーには後にARS NOVAの熊谷桂子が在籍していた。鳴瀬から演奏面では一定の評価は得るもデビュー当時のSHOW-YAを彷彿させるとして新鮮味がないとも評されていた。なお、1993年にフォーライフ・レコードからメジャーデビューした同じくガールズバンドのWENDYとは別のバンドである。
ジャスト・フレンズ (#4)
詳細不明。
スタイルチャンプキン (#5)
詳細不明。
THE SF (#6)
詳細不明。
スカポンチ (#7)
詳細不明。
杏樹 (#9)
楽曲は「Drive Out」。ニューハーフのヴォーカリスト美由紀が率いる大阪出身女性ロックバンド。完奏しなかったもののそのユニーク性が認められその月の完奏ビデオに載る。
Frontier (#10)
詳細不明。

##### 12月22日（EDITION DELUXE 第2週）
ジェロニモ (#1)
楽曲は「限り無き思い」。Vo.の仕事は遺跡発掘員。91年にCDアルバム「最果の楽園」でヴァーンメディアからメジャーデビュー。強殖装甲ガイバーイメージアルバムでガイバーIIIのヴォーカル参加。
BU BU BU (#2)
楽曲は「パジャマ パーティー」。レゲエのマインドを四畳半に持ってきて爆発させたよう、と言われた。森雪之丞賞（ジュワッチ賞）を受賞。Vo.鈴木がベストボーカル賞を受賞。
THE CRACKER JACKS (#4)
楽曲は「PRIME TIME」。2枚目バンドながら「かっこいいクレージー・キャッツを目指す」と紹介された。Dr.井上がベストプレーヤー賞を受賞。
MAIRA (#5)
楽曲は「ケンカ」。イカ天初の親子バンドと紹介される。小学校3年生のMAIRAがVo.G.作詞.作曲を担当。MAIRAがベストプレーヤー賞を受賞。
ハレンチ学園（永井豪） (#7)
楽曲は「たん」。ベストキャラクター賞を受賞。
山内吉仁 (#8)
楽曲は「ナチカシャヌ頃」。その名の通りバンドではなく個人出場。ベストボーカル賞・ホッピー神山賞(ホッピークリスマス賞)を受賞。
トム・ソーヤ (#9)
楽曲は「Keep on Loving You」。早稲田大学生のバンド。当日初のワイプ。
KNIFE AND BLACK (#10)
楽曲は「Down Down」。ツインベースのバンド。ワイプの餌食となった。

## 当番組からメジャー・デビューしたバンド
- RABBIT
  - 1989年10月21日メジャー・デビュー。
  - 全イカ天出身バンド中では一番乗りだった。
- FLYING KIDS
- 福田眞純（福田眞純POWDERS）
- TOY B♂YS
- BEGIN
- たま
- マルコシアス・バンプ
- いんど猫
- One Night Stands
- BLANKEY JET CITY
- THE YELLOW MONKEY（菊地英昭と菊地英二がキラーメイとして出場）
- 突撃ダンスホール
- NORMA JEAN
- CLUB MIX
- JET-BOYS
- イエローダック
- 人間椅子
- カブキロックス
- サイバーニュウニュウ
- JITTERIN'JINN
- 宮尾すすむと日本の社長
- KUSU KUSU
- PINK SAPPHIRE
- AURA
- スイマーズ
- LITTLE CREATURES
- GEN
- 遊星ミンツ
- ナムチェバザール
- SOLID BOND
- セメントミキサーズ
- LANPA
- イエロー太陽's
- THE 家元
- C-BA
- ブラボー
- remote
- Here is Eden（Vo.の秋山勝彦は91年にP-MODELに復帰）
- 大島渚
- A-CHIEF
- GROUND NUTS
- グレイトリッチーズ
- GLAY
- M-AGE
- TOK¥O $KUNX
- 突然段ボール
- CHU-DOKU
- ジェロニモ
- NEW DAYS NEWz （N.D.Nz）
- DEFYER
- SEEK
- IMAGE（G・GRIP）
- ハイポジ
- えび
- THE SAKURA
- EDITION DELUXE
- THE KIDS
- スキップカウズ（Vo.の今泉泰幸はSO→ON、G.の遠藤肇とB.の小川雄二は少年倶楽部として出場）
- PSYCHO（サイコベイビーズ）
- Bellets
- 〔Màrméid Vivid〕
- 15 SAND（See-Saw）
- THE WEED
- The BLADES
- THE COKES
- PARADE（XERXES（ザークシーズ））
- MIND GAMES
- 金斗雲（きんと雲）
- Bonnie Duck!?
- GAUCH!
- DOKI DOKI パニック
- BON CHIC